# Guerra civile in Italia (1943-1945)
La locuzione guerra civile in Italia è impiegata nella storiografia di settore, anche internazionale, per riferirsi agli eventi accaduti durante la seconda guerra mondiale, in un periodo compreso tra l'annuncio dell'armistizio di Cassibile (8 settembre 1943) e la resa di Caserta (2 maggio 1945), durante il quale si verificarono conflitti tra forze della Repubblica Sociale Italiana (RSI), collaborazionisti delle truppe occupanti della Germania nazista, e i partigiani italiani (inquadrati militarmente nel Corpo Volontari della Libertà e in maggioranza politicamente organizzati nel Comitato di Liberazione Nazionale), sostenuti materialmente dagli Alleati, nell'ambito della guerra di liberazione italiana e della campagna d'Italia.
Oltre ai combattimenti diretti tra i reparti armati delle due parti, si registrarono anche rappresaglie sulla popolazione civile e repressioni da parte delle autorità della RSI, contrasti interni al movimento partigiano, mentre rari furono gli scontri armati tra le truppe fasciste e quelle fedeli al governo monarchico, il cosiddetto "Regno del Sud".
In storiografia si parla di "guerra civile in Italia" principalmente in riferimento agli anni 1943-1945, ma la definizione è usata anche per altri periodi. In particolare: il lealismo borbonico e la repressione del brigantaggio nel Mezzogiorno durante il Risorgimento (1860-1870); la spedizione di Garibaldi del 1862 per liberare Roma dal dominio papalino che venne fermata con le armi dal Regio Esercito sull'Aspromonte; il periodo fra la fine della prima guerra mondiale e l'avvento del fascismo (1918-1922).
La guerra civile segnò profondamente il Paese, producendo nella società italiana una spaccatura protrattasi per decenni.

## Le origini

### Il 25 luglio 1943: la caduta del fascismo

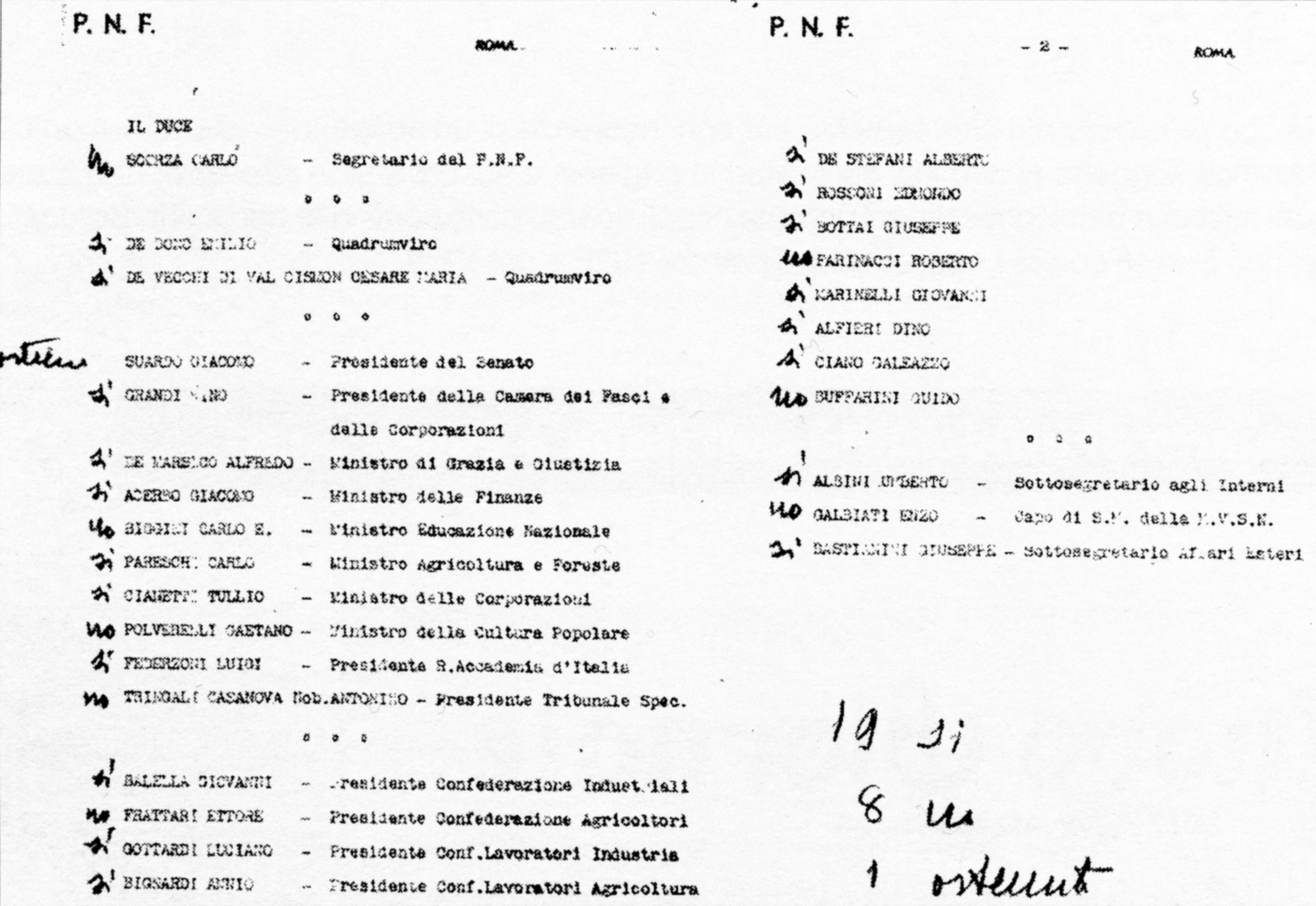
Il verbale dell'ordine del giorno Grandi

Dopo la vittoria conseguita nella campagna del Nordafrica, gli Alleati diedero avvio alla Campagna d'Italia: tra l'11 e il 12 giugno del 1943 Lampedusa e Pantelleria furono i primi territori italiani ad essere conquistati, il 10 luglio iniziò lo sbarco in Sicilia, mentre il 19 luglio Roma fu bombardata per la prima volta.
La minaccia dell'invasione del territorio nazionale, la convinzione dell'inevitabilità della sconfitta, l'incapacità di Mussolini di «sganciarsi dalla Germania», insieme alla consapevolezza che la sua presenza impediva ogni trattativa con gli Alleati, determinarono la caduta del suo governo: nella notte tra il 24 ed il 25 luglio il Gran Consiglio del Fascismo approvò una mozione di sfiducia contro il primo ministro, denominata ordine del giorno Grandi, dal nome del suo promotore Dino Grandi. L'indomani il re Vittorio Emanuele III fece mettere agli arresti Mussolini e lo sostituì al governo con il maresciallo Pietro Badoglio. Di fronte al colpo di Stato, i fascisti rimasero inerti e l'esercito poté occupare senza incontrare resistenze sia palazzo Wedekind che palazzo Braschi, rispettivamente sedi del partito e della federazione romana. In mancanza di ordini da parte del comandante Enzo Emilio Galbiati (che pure aveva votato contro la destituzione di Mussolini) non si mosse nemmeno la milizia fascista, sebbene potesse contare sulla 1ª Divisione corazzata "M", costituita da elementi fedeli al regime, che era dislocata a nord del Lago di Bracciano.

### I quarantacinque giorni
La notizia delle dimissioni di Mussolini venne vissuta da una parte degli italiani, prostrati dal conflitto, come prova della sua prossima conclusione: si ebbero manifestazioni di giubilo, ma anche di violenza, con la distruzione di beni e proprietà del PNF e delle organizzazioni di partito, la rimozione ed il danneggiamento di simboli e monumenti legati al fascismo. Tuttavia, le speranze riposte nella pace svanirono ben presto, in seguito al proclama con cui Badoglio annunciava: «La guerra continua. L'Italia […] mantiene fede alla parola data». Cominciava così il periodo dei «quarantacinque giorni», in cui iniziarono le trattative segrete per concludere una pace separata con gli Alleati, dissimulate da pubbliche dichiarazioni di fedeltà alla Germania. I tedeschi intanto, preparati all'eventualità di una resa italiana, pianificavano l'operazione Achse per occupare la penisola.

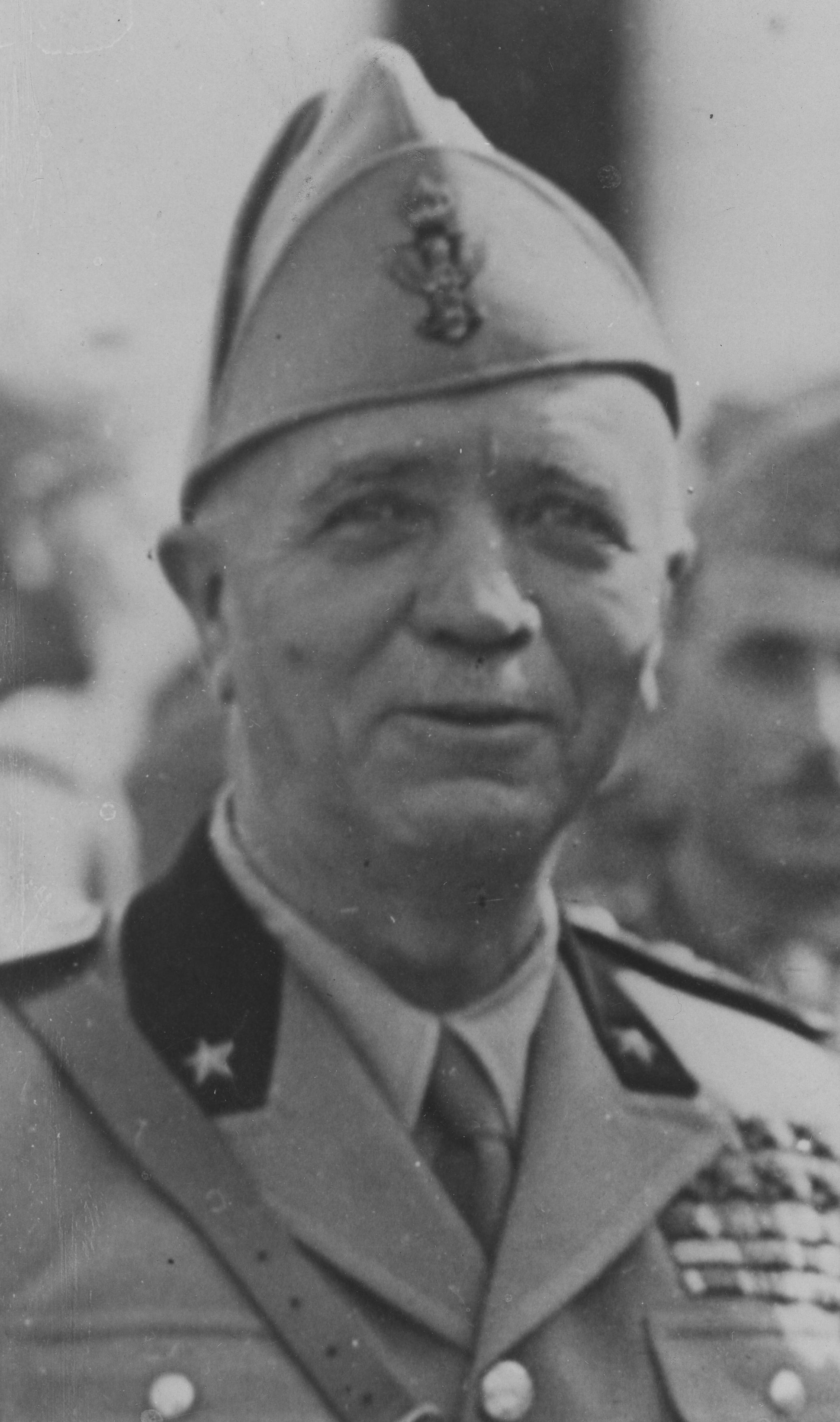
Pietro Badoglio

Il governo Badoglio iniziò l'opera di smantellamento dello Stato fascista e adottò provvedimenti per mantenere l'ordine del Paese: sciolse il PNF, mantenne la proibizione della costituzione di partiti politici e impose la legge marziale. Inoltre, furono represse nel sangue alcune manifestazioni antifasciste, come quelle che si svolsero il 28 luglio a Bari (eccidio di via Nicolò dell'Arca) e Reggio Emilia (eccidio delle Reggiane), dove i militari spararono contro i manifestanti come disposto da una circolare del generale Mario Roatta, capo di stato maggiore dell'esercito, che ordinava di fronteggiare i disordini «in formazione di combattimento» e di «aprire il fuoco a distanza anche con mortai e artiglieria senza preavviso di sorta».
Tali provvedimenti fecero in modo che presso gli antifascisti si diffondesse l'idea di una sostanziale continuità tra il governo di Mussolini e quello di Badoglio, fino a «domandarsi se la liquidazione del fascismo non sia per caso un tragico inganno». Il sentimento era suffragato anche dal fatto che molti funzionari pubblici del periodo fascista in posti chiave erano stati lasciati al loro posto dal nuovo governo, come rimarcato dalla strofa della Badoglieide: «Gli squadristi li hai richiamati / gli antifascisti li hai messi in galera / la camicia non era più nera / ma il fascismo restava padron».
Successivamente, Badoglio riuscì a neutralizzare completamente la milizia, incorporandola nell'esercito e sostituendo i quadri superiori con ufficiali di sicura fede monarchica. Il successore di Galbiati al comando del corpo, Quirino Armellini, emanò il 30 luglio una circolare con cui riuscì a garantire a Badoglio l'inoffensività delle camicie nere, stigmatizzando «la reazione del Paese, antipatica e spesso brutale nei riguardi della Milizia», e assicurando la volontà del nuovo governo di continuare la guerra contro gli angloamericani, descritti come nemico «animato da inumano odio e dal deciso proponimento di annientare» la patria, al quale bisognava «opporre i nostri petti e le nostre armi, strenuamente combattendo a fianco dell'alleato».
Negli stessi giorni, gli antifascisti cominciavano a riorganizzarsi grazie al ritorno dal carcere, dal confino o dall'esilio di numerosi dirigenti di primo piano: Longo, Secchia e Scoccimarro per i comunisti; Nenni, Pertini, Morandi e Saragat per i socialisti; Bauer, La Malfa e Lussu per gli azionisti. Iniziarono quindi a formarsi le prime organizzazioni e i primi "Comitati di opposizione interpartitici" antifascisti, gettando le basi del futuro Comitato di Liberazione Nazionale. Il 3 agosto, una delegazione del Comitato centrale delle opposizioni – composta da Bonomi, De Gasperi, Salvatorelli, Ruini e Amendola – presentò a Badoglio una dichiarazione con cui si «reclamava» dal governo, «senza esitazioni e indugi che potrebbero essere fatali, la cessazione di una guerra contraria alle tradizioni e agli interessi nazionali e ai sentimenti popolari, la responsabilità della quale grava e deve gravare sul regime fascista».
Durante la notte tra il 23 e il 24 agosto il gerarca fascista Ettore Muti – accusato di complottare per restituire il potere a Mussolini – fu ucciso dai carabinieri inviati ad arrestarlo, ufficialmente durante un tentativo di fuga. In seguito alla fondazione della RSI, i fascisti indicarono in Badoglio il mandante dell'uccisione e celebrarono ampiamente Muti come il primo caduto della guerra civile, rivendicando la tesi del complotto come dimostrazione di non essere rimasti inattivi dopo il 25 luglio. L'argomento secondo cui un tentativo di rivolta fascista contro Badoglio sarebbe stato impedito dalla morte di Muti – oltre che dall'assenza dei «migliori fascisti», impegnati al fronte, e dall'aver creduto alla continuazione dell'alleanza con la Germania – fu riproposto dalla pubblicistica di Salò anche nel dopoguerra.
Le stime sulle uccisioni di fascisti e le aggressioni da loro subite durante i quarantacinque giorni sono variabili. Nei mesi successivi, gli antifascisti si sarebbero presto convinti di essere stati eccessivamente clementi verso gli esponenti del deposto regime, tanto da ricondurre l'inizio della guerra civile al fatto che «I fascisti sono ritornati perché il 25 luglio sangue fascista non è stato sparso» (Giuseppe Lo Presti). Viceversa, per i fascisti il 25 luglio sarebbe iniziato il loro «martirio», del quale bisognava vendicarsi.

### L'8 settembre 1943: l'armistizio e il crollo dello Stato
Nelle settimane successive alla caduta di Mussolini, mentre l'Italia continuava la guerra accanto alla Germania, il nuovo governo ricercò con una certa confusione di far uscire il Paese dal conflitto: il 3 settembre firmò l'armistizio di Cassibile, imposto dalle Potenze Alleate, e ne diede inaspettatamente comunicazione con un messaggio radiofonico letto dal maresciallo Badoglio la sera dell'8 settembre.
Più rapidamente di quanto accadde il 25 luglio, malgrado l'iniziale entusiasmo con cui la maggior parte della popolazione accolse la notizia, apparve chiaro che l'armistizio non avrebbe portato la pace. Il giorno stesso, il re e Badoglio abbandonarono la capitale riparando in Puglia con la maggior parte dei membri del governo, al fine di evitare la temuta reazione tedesca per la resa italiana. In breve tempo i tedeschi attuarono l'operazione Achse e occuparono gran parte della penisola, compresa Roma, lasciata senza difesa nonostante nei dintorni della capitale le forze del Regio Esercito fossero in numero nettamente superiore a quelle della Wehrmacht.

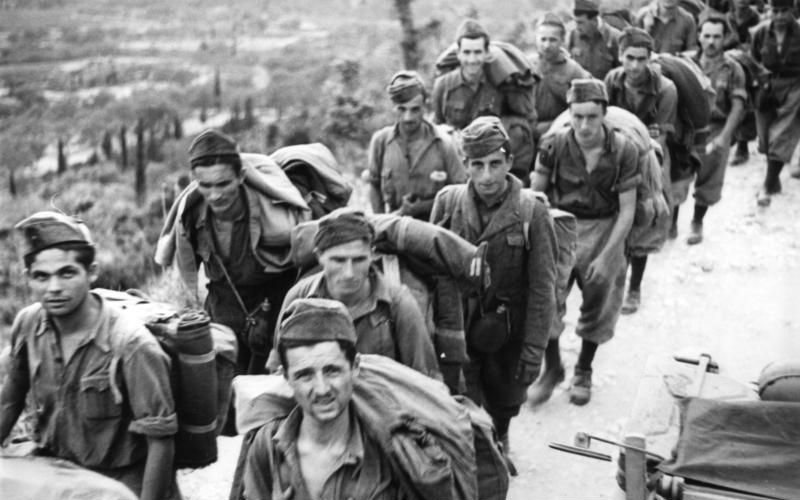
Soldati italiani fatti prigionieri dai tedeschi dopo l'8 settembre a Corfù

In Italia e nelle zone d'occupazione (Francia meridionale, Balcani e Grecia) furono centinaia di migliaia i soldati che, in assenza di ordini, si arresero senza combattere e furono deportati in Germania, dove furono detenuti nella dura condizione di "internati militari". Altri riuscirono a procurarsi abiti borghesi e a trovare rifugio, beneficiando delle numerose manifestazioni di solidarietà in cui si prodigò la popolazione civile. I casi in cui dei reparti reagirono con successo all'aggressione tedesca furono invece rari e dovuti all'iniziativa personale dei comandanti. Nelle città, provocarono rabbia e disperazione le scene in cui moltitudini di soldati italiani sbandati vennero rapidamente sopraffatte da pochi militari tedeschi: fu proprio la repentina disfatta subita per mano degli ex alleati, ancor più della resa agli angloamericani, ad essere percepita come una «nuova immensa Caporetto».
L'annuncio dell'armistizio prese parecchi italiani alla sprovvista: le circostanze in cui esso venne reso pubblico determinarono la sensazione tra militari e civili di essere stati abbandonati e lasciati a sé stessi, rispettivamente i primi dagli ufficiali ed i secondi dall'autorità pubblica, e vi è stato chi ha visto nell'8 settembre e nelle sue conseguenze il momento della venuta meno del tessuto connettivo nazionale.

### Lo scoppio della guerra civile
Nei giorni immediatamente successivi all'armistizio, con l'eclissi del potere dello Stato regio, iniziarono a delinearsi i due schieramenti della guerra civile, i partigiani e i fascisti, entrambi convinti di rappresentare legittimamente l'Italia. Molti di coloro che imbracciarono le armi si trovarono, colti di sorpresa dall'armistizio, da una parte o dall'altra quasi casualmente e dovettero compiere la propria scelta di campo sulla base delle circostanze. La decisione fu resa maggiormente drammatica per la solitudine in cui avvenne, in quanto di fronte al crollo dello Stato non esisteva più la possibilità di rifarsi ad un'autorità, ma solo ai propri valori. Naturalmente le scelte non furono tutte istantanee e basate su certezze assolute, bastava anzi «un nulla, un passo falso, un impennamento dell'anima» per trovarsi dall'altra parte.
La scelta fu particolarmente gravosa per i militari, vincolati da una parte al giuramento al re e dall'altra al rispetto dell'alleanza con i tedeschi, pena in entrambi i casi il proprio onore di soldati; risolsero il problema facendo appello alla propria coscienza: alcuni, considerando sciolto il giuramento al Re per via del suo comportamento, si presentarono ai comandi tedeschi chiedendo d'essere arruolati, ricevendo come distintivo una fascia da braccio con un tricolore e la scritta Im Dienst der Deutschen Wehrmacht (al servizio della Wehrmacht germanica); altri, pur ritenendosi anch'essi non più vincolati dal giuramento al Re, scelsero comunque di non parteggiare per l'Asse.
Lo storico Santo Peli scrive che, dopo l'8 settembre, i militari italiani catturati dalle forze armate germaniche furono più di 800 000; di essi circa 186 000 scelsero di collaborare a vario titolo con i tedeschi. «Per i rimanenti, più di seicentomila, che hanno inizialmente rifiutato di rimanere "fedeli all'alleanza", si spalancano le porte dei Lager. […] Nei Lager situati in territori sotto la giurisdizione della Wehrmacht, nel febbraio 1944, risultano ancora rinchiusi 615 812 ex militari italiani, che avevano rifiutato ogni collaborazione con le forze armate tedesche e fasciste».
In alcuni casi fu determinante anche la sorte avuta in seguito al 25 luglio, come accadde al futuro comandante partigiano Nuto Revelli:
Disordini e scontri a fuoco avvennero durante i giorni dell'armistizio, ma raramente coinvolsero italiani di entrambi gli schieramenti. Lo stato maggiore del Regio Esercito provvide in alcuni casi a modificare i comandi con elementi di sicura fede monarchica, come accadde alla 1ª Divisione corazzata "M", che divenne 136ª Divisione corazzata "Centauro II" e fu assegnata al generale Giorgio Carlo Calvi di Bergolo, genero del re; tuttavia il Comando Supremo non giudicava affidabile la divisione, che infatti durante gli eventi dell'8 settembre non si mosse a difesa di Roma. Ciò non di meno, vi furono alcuni episodi in cui italiani delle due parti si scontrarono.

Il tenente colonnello Alberto Bechi Luserna, caduto il 10 settembre 1943 in Sardegna in uno dei primi scontri tra italiani

Rilevanti fatti di sangue si registrarono in Sardegna, dove il contingente italiano, godendo di una netta superiorità numerica e di una buona qualità dei reparti a disposizione, tra i quali la 184ª Divisione paracadutisti "Nembo", obbligò i tedeschi ad una veloce ritirata dall'isola. Di conseguenza, diversamente che dal resto d'Italia, non vi fu margine di manovra per quegli italiani che non avessero voluto obbedire alle disposizioni armistiziali e che pertanto dovettero compiere la scelta di campo immediatamente. La Sardegna fu quindi teatro di «uno dei primi episodi di guerra civile», quando all'annuncio dell'armistizio il XII battaglione della "Nembo", al comando del maggiore Mario Rizzatti, si ammutinò per seguire i tedeschi della 90ª Divisione di fanteria motorizzata e continuare quindi la lotta contro gli angloamericani. A sedare questa sedizione venne inviato il tenente colonnello Alberto Bechi Luserna, che fu ucciso dagli ammutinati.
Si schierarono con i tedeschi anche il 63º battaglione della legione Camicie Nere Tagliamento, un centinaio di paracadutisti della scuola di Viterbo, una parte del 10º reparto Arditi presso Civitavecchia, nonché i militari della Xª Flottiglia MAS di stanza a La Spezia, al comando del principe Junio Valerio Borghese, che ricostituì il corpo mantenendo lo stesso nome, principalmente come fanteria di marina. In altre parti d'Italia i fascisti non presero posizione contro i reparti fedeli alla monarchia, ma si limitarono a non opporre resistenza ai tedeschi.
Nel clima generale in cui «tutti erano come posseduti da un "bisogno di grandi tradimenti" contro i quali rivalersi», entrambe le parti (sebbene tra i partigiani non mancasse una minoranza di convinti monarchici) erano accomunate dalla condanna del re e di Badoglio: i fascisti li accusavano di aver tradito l'alleanza con i tedeschi e di aver così compromesso l'onore dell'Italia agli occhi del mondo, mentre i resistenti di aver impedito all'8 settembre di «trasformarsi in una trionfale e redentrice giornata di resurrezione» (Silvio Trentin).
I primi gruppi di fascisti ripresero l'iniziativa; contemporaneamente a Roma – perduranti ancora i combattimenti fra Regio Esercito e Wehrmacht – veniva fondato dagli esponenti dell'antifascismo politico il primo Comitato di Liberazione Nazionale, mentre, specialmente in Piemonte e in Abruzzo, si formarono i primi gruppi partigiani. In quei giorni furono gettate le basi sia della "resistenza attiva" sia della "resistenza passiva", con la popolazione civile che offriva solidarietà ed aiuto ai soldati che si davano alla macchia o che sceglieva "di non scegliere", mettendosi nella "zona grigia" o fra gli "attendisti".

## Il Regno del Sud e la Repubblica Sociale Italiana

L’Italia tra il settembre 1943 e il novembre 1944, con le varie zone di occupazione e i diversi fronti.

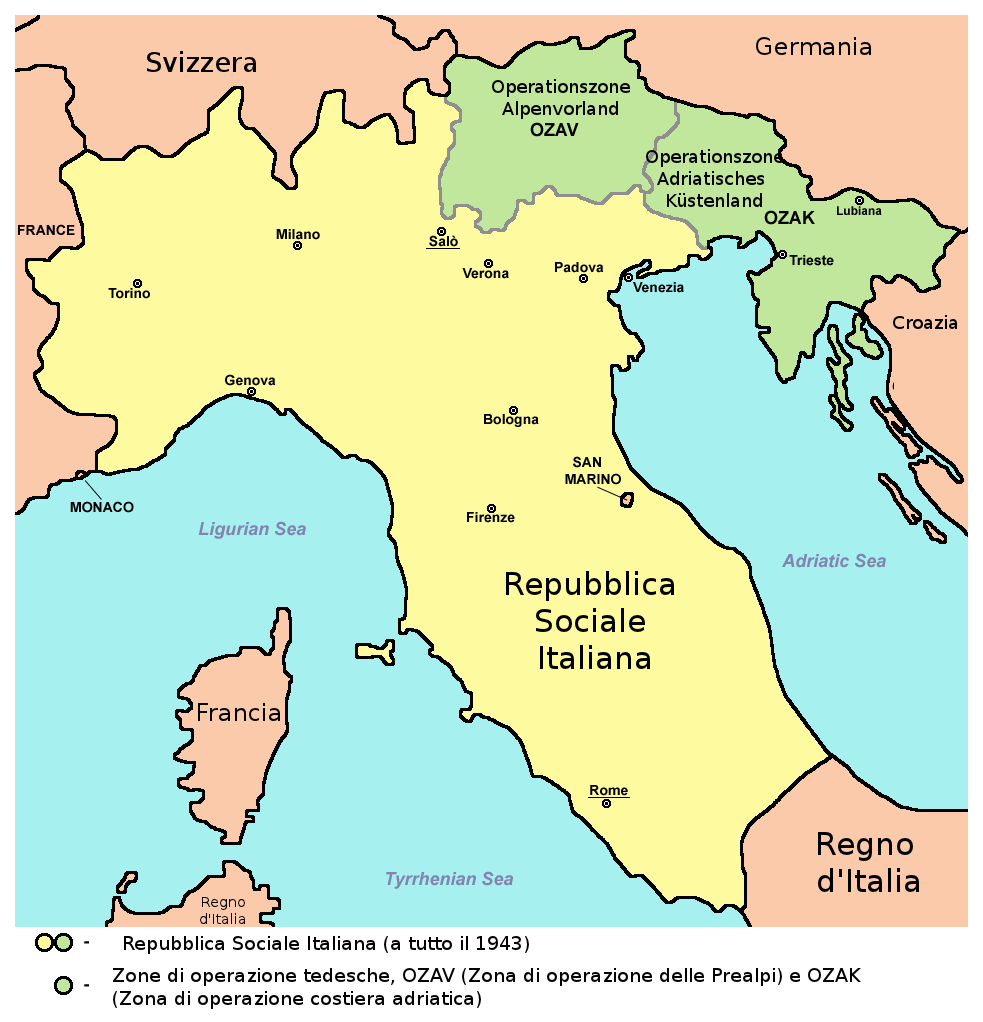
L'Italia centro-settentrionale negli ultimi mesi del 1943. In giallo il territorio della Repubblica Sociale Italiana (RSI), occupato dai tedeschi. In verde le zone d'operazioni delle Prealpi (OZAV) e del Litorale adriatico (OZAK), aree nominalmente appartenenti alla RSI, ma di fatto sottoposte al diretto controllo tedesco in vista di una futura annessione al Terzo Reich. Il confine meridionale della RSI è qui rappresentato dalla Linea Gustav.

### La situazione politica del Regno e l'AMGOT
A seguito della divulgazione pubblica dell'armistizio e degli eventi conseguenti, l'Italia si trovò divisa in più entità politico-territoriali. Il governo Badoglio, presieduto dal Re, si trovò ad esercitare la propria autorità solo su una parte del territorio del Regno d'Italia, corrispondente principalmente alle province di Brindisi e Taranto ed alla Sardegna. Solo progressivamente i territori italiani via via conquistati dagli angloamericani passarono sotto la giurisdizione regia: per questo motivo i territori amministrati direttamente dal Re e dal suo governo erano denominati "Regno del Sud". Le terre italiane sotto controllo alleato non ancora affidate all'amministrazione regia erano sottoposti a un governo militare d'occupazione, l'Allied Military Government of Occupied Territories (AMGOT).
Dipendente dal quartier generale di Algeri, l'AMGOT fu retto da diversi generali alleati, tra cui il colonnello Charles Poletti, di origini italiane e accusato poi di collusioni con la mafia, che aveva esercitato un ruolo importante nel favorire lo sbarco angloamericano in Sicilia. Nelle terre sottoposte alla legge alleata, venne emessa una nuova moneta, l'Am-lira (che provocò una consistente svalutazione della lira normale). Dal febbraio 1944, rimasero competenza dell'AMGOT solo la zona di Napoli e le terre d'interesse militare.
Fu sottoposta ad un AMGOT anche la "Zona A" del Territorio Libero di Trieste tra il 1945, quando furono cacciati i partigiani jugoslavi, che nel frattempo avevano occupato Trieste effettuando rastrellamenti di massa ed esecuzioni sommarie, coadiuvate da partigiani comunisti locali, e il 1954, quando la città si ricongiunse all'Italia.
Durante l'occupazione alleata della Sicilia e soprattutto dopo il ritorno dell'isola alla parziale sovranità del Regno si verificarono episodi di rivolta, a carattere indipendentista e sociale, sfociati in scontri, nell'intervento dell'Esercito, vittime e feriti e nella proclamazione di effimere "repubbliche" (Comiso, Vittoria, Piana degli Albanesi), dove le varie correnti sotterranee del malcontento si andavano a sommare in convergenze tra fascisti e comunisti. "Repubbliche" autoproclamate sorsero anche altrove, nel Mezzogiorno, come per esempio la Repubblica rossa di Caulonia, in Calabria.

### La Repubblica Sociale Italiana
A seguito della caduta di Mussolini del 25 luglio 1943, al suo arresto ed allo scioglimento del Partito Nazionale Fascista, avvenuto due giorni dopo, alcuni alti gerarchi si rifugiarono in Germania. Fra costoro Roberto Farinacci, Renato Ricci e Alessandro Pavolini. Anche la famiglia di Mussolini fu messa al sicuro in Germania. Fin da quel momento la dirigenza politica e militare del Terzo Reich aveva iniziato a progettare un possibile rovesciamento del governo regio e l'instaurazione di uno stato fascista filotedesco, che garantisse l'alleanza col Reich.
Quando – dopo l'annuncio dell'Armistizio di Cassibile – venne meno la necessità per la Germania che i rapporti col governo di Roma fossero anche solo formalmente mantenuti, Adolf Hitler in persona ordinò che Benito Mussolini, fino ad allora prigioniero sul Gran Sasso, venisse liberato e portato in Germania.

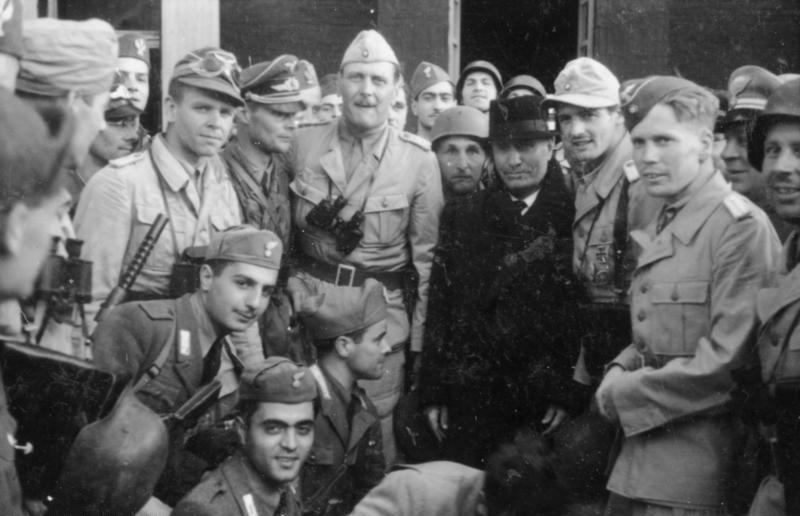
Campo Imperatore, 12 settembre 1943. Mussolini posa assieme ai paracadutisti tedeschi del maggiore Harald-Otto Mors, al capitano delle SS Otto Skorzeny, ed alcuni carabinieri di guardia alla sua detenzione.

L'Operazione Quercia che portò alla liberazione di Mussolini avvenne il 12 settembre 1943: tradotto a Monaco e poi a Rastenburg, il Duce si incontrò il 14 con Hitler, il quale gli fece presente la necessità di creare un governo fascista nella parte d'Italia non occupata dagli Alleati. Il 15 settembre Mussolini emanò da Radio Monaco le prime direttive volte a riorganizzare il disciolto partito fascista, annunciando la nomina di Alessandro Pavolini alla sua guida e la prossima formazione di un nuovo Stato fascista in Italia.
Il 18 settembre Mussolini parlò, sempre da Radio Monaco, annunciando il suo ritorno. Nel discorso annunciava la costituzione della Repubblica, la decadenza della Monarchia, lo scioglimento di militari e funzionari italiani dal giuramento al Re e la ricostituzione della Milizia. Egli si richiamava a Mazzini ed enfatizzava le origini e i contenuti repubblicani e socialisti, riprendendo il programma dei Fasci italiani di combattimento del 1919, il cosiddetto Sansepolcrismo. Sembra che, peraltro, Mussolini non si facesse molte illusioni sulle speranze che restavano al movimento fascista e alla sua persona.
Nei giorni successivi il governo fascista repubblicano prese forma ed accanto ad esso furono stabilite da Berlino anche le strutture di potere tedesche in Italia: Rudolph Rahn, ambasciatore tedesco presso la RSI, e Karl Wolff, comandante in Italia delle SS e della polizia. Hitler rifiutò di rivedere i provvedimenti presi poco prima e poco dopo la liberazione di Mussolini circa la sorte delle province di Trento, Bolzano, Belluno, Udine, Gorizia, Trieste, Fiume, Lubiana e Zara, sottoposte alla giurisdizione militare e civile del Reich.
La situazione degli ebrei, rimasta immutata dopo le leggi razziali del 1938 fino al settembre 1943, ebbe una evoluzione tragica nel territorio italiano occupato dai tedeschi in cui si organizzò l'apparato amministrativo dalla RSI. La soluzione finale poté avere attuazione anche in Italia: a partire dalla notte del 15-16 ottobre 1943 (aktion contro la comunità ebraica di Roma) ebbero inizio le deportazioni. Il 30 novembre 1943 il ministero degli interni della RSI decise la reclusione in campi di concentramento di tutti gli ebrei, e l'apparato repressivo della Repubblica partecipò attivamente con i tedeschi alle retate. In dicembre 1943 venne organizzato un campo di transito a Fossoli di Carpi da cui gli ebrei vennero deportati dai tedeschi nel campo di sterminio di Auschwitz; circa 7 500 ebrei furono deportati dall'Italia e solo 800 sopravvissero.
Il 13 ottobre 1943 fu annunciata l'imminente convocazione di un'Assemblea Costituente, che avrebbe dovuto redigere una Carta costituzionale. La costituzione, pur essendo stata redatta, non venne mai discussa e approvata. Infatti, dopo la prima assemblea nazionale del PFR, svoltasi a Verona il 14 novembre 1943, questo annuncio fu annullato da Mussolini, avendo deciso di convocare detta Assemblea Costituente a guerra conclusa. Nel corso della stessa assemblea, venne costituito il Partito Fascista Repubblicano, erede del PNF. venne ufficializzata la nomina di Alessandro Pavolini come suo Segretario di partito e ne venne adottato il manifesto programmatico, che riconosceva a Benito Mussolini il titolo di Capo della Repubblica.
Sulla funzione, sul ruolo e sulle caratteristiche fondamentali del nuovo Stato repubblicano fascista, alcuni storici hanno parlato di "alleato occupato", evidenziando la subordinazione del regime alle esigenze dell'alleato nazista e la dipendenza per la propria sopravvivenza reale dal Terzo Reich e dall'apparato militare germanico, inserendo quindi la RSI tra le numerose forme di collaborazionismo organizzate dalla Germania negli Stati occupati. Altri, oltre a questi aspetti, hanno evidenziato i caratteri di originalità dello stato di Salò, interpretato come evoluzione della precedente esperienza fascista del ventennio e parlano di una complessità della RSI, non più considerata semplice fenomeno di collaborazionismo.
Il PFR venne militarizzato per far fronte alle esigenze belliche: si ebbe la costituzione di formazioni militari impegnate nella repressione e nella lotta contro i partigiani; l'esercito regolare della RSI prese parte anch'esso prevalentemente nelle operazioni antipartigiane; si ebbero episodi di intimidazione e di uso della violenza nei rapporti con la popolazione passiva o simpatizzante con la Resistenza.
Erede di ciò che rimaneva al nord della MVSN, dell'Arma dei Carabinieri e della Polizia dell'Africa Italiana, fu creata la Guardia Nazionale Repubblicana (GNR), con compiti di polizia giudiziaria e di polizia militare, posta sotto il comando di Renato Ricci.
Si ebbero gruppi di donne volontarie alla causa fascista, organizzate nel Servizio Ausiliario Femminile.

### Relazioni tra Regno e RSI

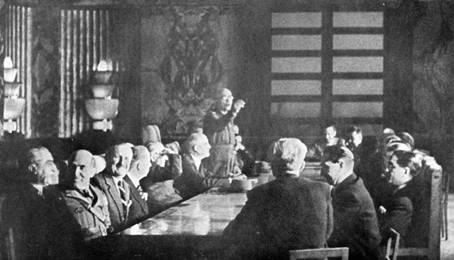
Prima riunione del secondo governo Badoglio a Salerno (22 aprile 1944)

Il conflitto civile combattuto tra fascisti e partigiani raramente coinvolse in scontri diretti le forze armate di RSI e Regno del Sud. I due Stati italiani in linea di massima evitarono perfino di schierare al fronte i propri reparti davanti a quelli dell'altro. In alcuni casi tuttavia soldati italiani si trovarono dinnanzi altri italiani: il Gruppo Battaglioni Forlì della RSI inquadrato nella 278ª Divisione tedesca ebbe di fronte i marò del Gruppo di Combattimento ''Folgore'' del Regio Esercito, coi quali vi furono anche scontri con morti e feriti, e quello del Gruppo di Combattimento Cremona, il cui I Battaglione si scontrò con i resti del Battaglione Barbarigo della Decima MAS in ritirata, a Santa Maria in Punta nel Polesine.
Al sud si sviluppò anche un movimento di resistenza fascista agli angloamericani, che tuttavia non ebbe né l'estensione né il supporto popolare di quello antifascista al nord. La stampa della RSI ne ingigantiva propagandisticamente l'entità attraverso la figura di O' Scugnizzo, un sottotenente che operava al sud dietro le linee nemiche, protagonista anche di una striscia a fumetti di Guido Zamperoni. Nonostante i tentativi da parte di Alessandro Pavolini di creare unità militari vere e proprie che operassero con tattiche partigiane alle spalle delle linee alleate, per espressa volontà di Mussolini l'attività del movimento di resistenza fascista al sud si limitò allo spionaggio, alla propaganda e al sabotaggio contro le truppe d'occupazione. Si registrarono casi di omicidio, come quello del console generale della milizia Gianni Cagnoni, ucciso – presumibilmente dai fascisti per la sua attività di doppio agente in intelligenza con i servizi segreti alleati – in Sardegna nel 1944.
Più articolata e problematica è la questione dei rapporti segreti fra Salò e Brindisi (poi Salerno), in particolare fra elementi delle due Marine Militari (e – nell'ambito della Marina Nazionale Repubblicana – della Xª MAS) allo scopo di raggiungere un modus vivendi e di evitare scontri diretti fra le due Forze Armate, e – verso la fine del conflitto – per cercare di pianificare un'azione comune di sbarco in Istria, onde scongiurare il pericolo dell'invasione iugoslava. Contatti diretti fra emissari di Borghese e il capitano di vascello Agostino Calosi, nonché con Ivanoe Bonomi e l'ammiraglio De Courten non condussero tuttavia ad alcun risultato, per l'opposizione della Germania e della Gran Bretagna, che per motivi analoghi non gradivano la presenza italiana in Venezia Giulia. Diversi risultati si ottennero invece nel coinvolgimento, a guerra finita, di ex marò nelle organizzazioni stay behind anticomuniste o in operazioni segrete come l'affondamento dietro commissione britannica di navi cariche d'armi destinate ai sionisti in Palestina.

## La Resistenza partigiana

Partigiani del 1º Gruppo Divisioni Alpine del comandante Enrico Martini "Mauri", una delle prime formazione partigiane a costituirsi in Piemonte nel settembre 1943

I primi nuclei del movimento partigiano si costituirono attorno a Boves (Piemonte) e a Bosco Martese (Abruzzo). Altri gruppi, prevalentemente comunisti e collegati con i partigiani jugoslavi, nacquero o si rafforzarono in Venezia Giulia. Altri ancora si formarono attorno ai soldati alleati, jugoslavi e sovietici prigionieri di guerra, rilasciati o sfuggiti alla prigionia in seguito alle vicende dell'8 settembre. Questi primi nuclei organizzati subirono la dura e immediata repressione tedesca e molti si disgregarono in breve tempo. In particolare, a Boves – durante una di queste operazioni di controguerriglia – soldati tedeschi Waffen-SS commisero una strage fra le più note delle molte che commisero in Italia contro i civili.
Fin dalla sera dell'8 settembre, poche ore dopo la comunicazione radiofonica dell'armistizio, a Roma si riunirono i seguenti esponenti dell'antifascismo politico, usciti dalla clandestinità a seguito del crollo del regime fascista il 25 luglio: Ivanoe Bonomi (PDL), Scoccimarro e Amendola (PCI), De Gasperi (DC), La Malfa e Fenoaltea (PdA), Nenni e Romita (PSI), Ruini (DL), Casati (PLI). Essi costituirono il primo Comitato di Liberazione Nazionale (CLN) e Bonomi ne assunse la presidenza.
In particolare il PCI premeva per prendere decisamente l'iniziativa senza attendere gli Alleati:
(Pietro Secchia, Agire subito da La nostra lotta n. 3-4, novembre 1943)
D'altronde gli Alleati non credevano nelle possibilità di successo di una guerriglia locale, tanto che inizialmente il generale Harold Alexander invitò i nuclei costituiti a posticipare gli attacchi contro i nazisti. Il 16 ottobre il CLN diramava un comunicato, il primo di rilevanza politico-operativa – in cui respingevano gli appelli alla riconciliazione lanciati dagli esponenti della RSI. Il CLN milanese faceva eco con un ordine del giorno in cui chiamava alle armi «tutto il popolo italiano alla lotta contro il tedesco invasore e contro i fascisti, che se ne fanno servi».
Il Partito comunista ebbe un ruolo decisivo nel processo di organizzazione e crescita del movimento partigiano nel territorio occupato dai tedeschi in cui era in costituzione un regime fascista collaborazionista. Fin dal 10 settembre 1943, durante una riunione della direzione del partito costituita il 30 agosto a Roma da dieci dirigenti, venne deciso che Pietro Secchia sarebbe partito subito per Milano per coordinare l'attività cospirativa dei militanti comunisti; tra il 20 e il 22 settembre anche Luigi Longo partì per il nord per affiancare Secchia nel compito di organizzazione del movimento di resistenza.
A fine novembre i comunisti decisero la costituzione di "distaccamenti d'assalto Garibaldi", che poi sarebbero diventati "brigate" e "divisioni", di cui prese il comando Luigi Longo, con commissario politico Pietro Secchia e Gian Carlo Pajetta capo di Stato Maggiore. Il primo ordine operativo – datato 25 novembre – recitava:
a) attaccare in tutti i modi e annientare ufficiali, soldati, materiale, depositi delle forze armate hitleriane;
b) attaccare in tutti i modi e annientare le persone, le sedi, le proprietà dei traditori fascisti e di quanti collaborano con l'occupante tedesco;
c) attaccare in tutti i modi e distruggere la produzione di guerra destinata ai tedeschi, le vie e i mezzi di comunicazione e tutto quanto può servire ai piani di guerra e di rapina dell'occupante nazista.
A iniziare da dopo l'Armistizio sorsero, per iniziativa del Partito Comunista Italiano, al quale rimasero quasi sempre legati, i Gruppi d'azione patriottica, composti da gruppi esigui a struttura cellulare, concepiti per non pregiudicare l'esistenza reciproca in caso di arresto o di tradimento di singoli elementi, il cui scopo principale fu quello di scatenare azioni di terrore urbano colpendo con attentati dinamitardi tedeschi, fascisti e simpatizzanti per minarne sicurezza e morale. L'abilità dei GAP nel compiere le missioni fu tale che inizialmente le polizie italiane e tedesche credettero che fossero composti da agenti segreti stranieri. A tal proposito è significativo quanto scritto nell'Appello del PCI al popolo italiano del settembre 1943:
(Appello del PCI al popolo italiano, settembre 1943)
Una parte della pubblicistica ha giustificato l'azione gappista come missione di "giustizia" contro la prepotenza ed il terrore nazifascista, ponendo l'accento su come la selezione degli obiettivi da colpire privilegiasse «ufficiali, gerarchi collaborazionisti, agenti prezzolati per denunciare uomini della Resistenza ed ebrei, informatori della polizia nazista e delle organizzazioni repressive della RSI», rivendicando pertanto una sostanziale differenza con il terrore nazifascista, che invece sarebbe risultato indiscriminato agli occhi della popolazione. La memorialistica partigiana insiste sull'«eliminazione di nemici particolarmente odiosi», quali torturatori, spie, provocatori. Alcuni ordini diramati dai comandi partigiani insistono sulla necessità di evitare di colpire gli innocenti, fornendo invece elenchi delle categorie da colpire in quanto «individui meritevoli di punizione».
Nel dopoguerra una certa pubblicistica di matrice neofascista ha sostenuto che i partigiani pianificassero ed effettuassero operazioni di eliminazione di quegli elementi del fascismo repubblicano più disposti al compromesso ed alla trattativa, come Aldo Resega, Igino Ghisellini, Eugenio Facchini ed il filosofo Giovanni Gentile. L'uccisione di quest'ultimo divise il fronte antifascista ed è stata al centro di polemiche anche a settant'anni di distanza.
Alla Resistenza parteciparono anche, principalmente per attività di approvvigionamento di viveri, indumenti e medicinali, di propaganda antifascista, di raccolta fondi, di mantenimento delle comunicazioni nel ruolo di staffette partigiane, di soccorso e d'assistenza, diverse donne, variamente organizzate; alcune parteciparono attivamente al conflitto come combattenti: il primo distaccamento di partigiane combattenti sorse in Piemonte alla metà del 1944 presso la Brigata garibaldina "Eusebio Giambone". Donne parteciparono a scioperi e manifestazioni contro il fascismo.

## La guerra al nemico interno

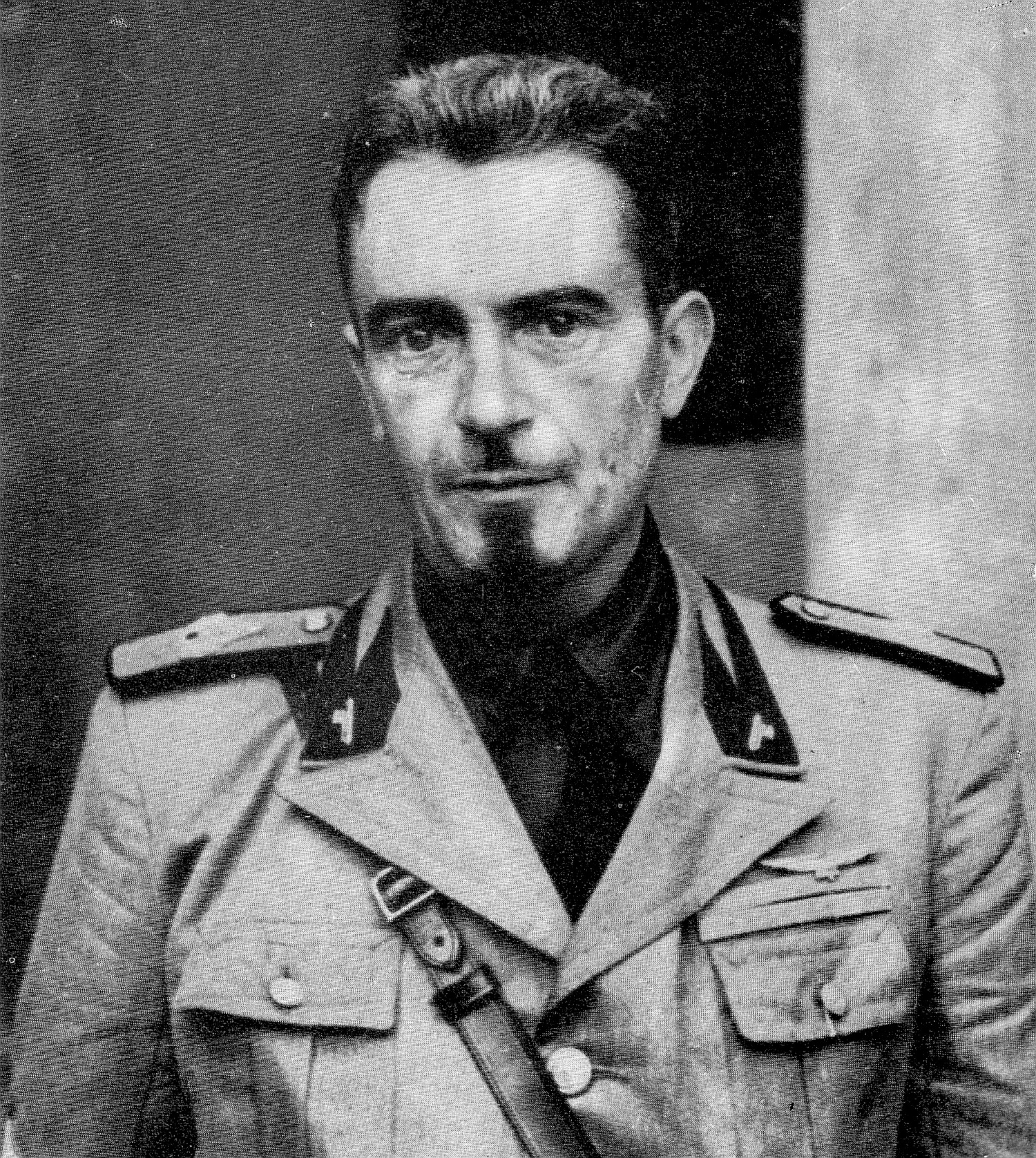
Igino Ghisellini, federale fascista di Ferrara, ucciso il 14 novembre 1943. La sua uccisione, la cui matrice non è mai stata definitivamente chiarita e a cui i fascisti fecero seguire una dura rappresaglia, è considerata l'inizio della fase più sanguinosa della guerra civile.

Tra i fatti di sangue più significativi accaduti nella fase immediatamente successiva alla costituzione della RSI vi fu l'uccisione del federale ferrarese Igino Ghisellini, avvenuta il 14 novembre 1943. Durante il Congresso di Verona del Partito Fascista Repubblicano la notizia che il federale di Ferrara fosse stato ucciso provocò una reazione squadrista che si tradusse in rappresaglia su undici antifascisti estranei all'assassinio. Un gesto definito «stupido e bestiale» dallo stesso Mussolini. Tale fu l'impressione negativa che questo episodio sollevò come «primo omicidio della guerra civile» e come termine ad ogni speranza «di riconciliazione degli italiani», che sull'effettiva responsabilità della morte di Ghisellini c'è stata una serie di reciproche accuse da parte di entrambe le parti e non è mai stata definitivamente chiarita.
A prescindere da chi abbia materialmente sparato "il primo colpo", Claudio Pavone liquida il problema del «primo colpo» come «poco produttivo» e parte dalle conclusioni di Giorgio Bocca («È ovvio che siano gli antifascisti a muoversi per primi e che si muovano per primi i comunisti»), considerandole però non esaurienti e necessitanti di un'integrazione attraverso l'analisi del «desiderio di vendetta» dei fascisti repubblicani. Renzo De Felice fa ascendere l'origine della guerra civile alla nascita della Repubblica Sociale Italiana: secondo lo storico la fondazione di uno Stato italiano fascista, collaborazionista con la Germania nazista, impedì alla Resistenza di assumere un carattere nazionale esclusivo e di esclusiva liberazione dai tedeschi per trasformarla anche in un movimento di lotta politica e sociale, in cui i comunisti ebbero una parte di grande importanza.
Alcuni tentativi di evitare lo scoppio di una guerra civile operati da diversi esponenti fascisti vennero presto accantonati di fronte agli sviluppi degli avvenimenti, alla realtà della dura occupazione tedesca, al crescere della violenza dei gruppi partigiani. Ben presto gli intransigenti del neonato Partito Fascista Repubblicano ebbero il sopravvento. I comunisti presero l'iniziativa di portare la resistenza armata contro il nuovo fascismo, alleato dei tedeschi, nelle città; dopo una serie di attentati, i GAP uccisero il 29 ottobre il capo della Milizia di Torino Domenico Giardina, e quindi gli attacchi si diffusero in tutte le città: a Roma (attacco al Teatro Adriano dove parlava il maresciallo Graziani), a Firenze, a Genova, a Ferrara.
Di fronte a questa serie di attacchi e attentati, gli intransigenti fascisti, Pavolini prima d'ogni altro, ebbero la possibilità di far valere la propria posizione ed imporre un giro di vite anche a Mussolini: a fine novembre Mezzasoma ordinò ai giornali di cessare ogni discussione circa la possibile "pacificazione".
Le prime formazioni partigiane – quasi tutte a carattere militare, perché formate principalmente da militari del Regio Esercito sbandati o da ex prigionieri di guerra fuggiti dai campi di concentramento – furono investite dalla reazione tedesca e distrutte anche perché impiegavano tattiche di presidio territoriale e di mantenimento di capisaldi attraverso una difesa rigida e concentrata, anziché adottare la guerriglia; un esempio fu la sorte toccata al gruppo Cinque giornate, badogliano, che venne assediato nel forte di San Martino sopra Varese dai tedeschi e costretto alla resa. Di conseguenza il movimento partigiano ottenne migliori risultati con la creazione di squadre e gruppi di dimensioni minime – cellulari – con le quali compiere attacchi.
Tuttavia fu con il "Bando Graziani" del 19 febbraio 1944 che la Resistenza acquistò una massa di uomini sufficiente per poter dar vita ad un vero e proprio esercito clandestino alle spalle delle linee tedesche. Fino al febbraio 1944, infatti, secondo Ferruccio Parri le forze armate partigiane assommavano ad un totale di 9 000 effettivi. Con la proclamazione della leva di massa da parte della RSI, almeno settantamila giovani si unirono ai partigiani per non dover sottostare all'arruolamento, e buona parte di costoro andò ad ingrossare i reparti resistenziali. A questi occorreva poi aggiungere i reparti della pianura e delle città, i "patrioti" e i fiancheggiatori, che durante il periodo di massima attività partigiana giunsero a toccare i 200 000 elementi fra uomini e donne. Nella primavera-estate del 1944 la forza del movimento partigiano fu tale da consentire la creazione di effimere Repubbliche partigiane, che riuscirono a sopravvivere fino all'autunno-inverno dello stesso anno, quando vennero distrutte da controffensive italo-tedesche. In particolare Mussolini definì le operazioni contro le repubbliche partigiane piemontesi una «marcia della Repubblica Sociale contro la Vandea», riferendosi all'episodio delle guerre civili francesi dove le armate rivoluzionarie schiacciarono le rivolte legittimiste vandeane.
Nei confronti dei partigiani, sempre più audaci nelle loro imprese, i tedeschi decisero di impiegare in misura sempre maggiore le forze della RSI, facendo anche leva sulle personalità più intransigenti, e legando la "repressione del ribellismo" ad un problema interno italiano del quale gli italiani stessi si sarebbero dovuti occupare. In questa maniera, oltre a demandare il "lavoro sporco" ad altri, riuscivano anche a tenere occupate le forze della RSI, che altrimenti – se impiegate al fronte – avrebbero creato problemi di ordine militare e politico.
In seguito allo sfondamento del fronte sulla Linea Gustav ed all'avanzata alleata nell'Italia centrale, molte delle guarnigioni della GNR si sciolsero. Al contrario, specialmente in Toscana, gli elementi armati dipendenti direttamente dal Partito riuscirono in qualche misura ad organizzarsi e ad offrire un'ultima resistenza all'avanzata nemica e agli attacchi partigiani. I franchi tiratori di Firenze tennero in scacco numerosi reparti alleati e partigiani per diversi giorni. Questi episodi diedero la possibilità ad Alessandro Pavolini di ottenere da Mussolini la militarizzazione del Partito mediante la costituzione delle Brigate Nere, fondate con la dichiarata intenzione di combattere innanzitutto contro i partigiani prima ancora che contro gli Alleati: la loro creazione rappresentò il punto di non ritorno della guerra civile, definita da Pavolini una «guerra di religione», tanto che nella loro creazione viene individuato «il punto culminante dell'impegno fascista nella guerra civile». Le brigate furono utilizzate eminentemente in operazioni antipartigiane, ma anche, nonostante ciò fosse contrario al loro intento originario, in compiti di polizia, quali arresti e requisizioni, anche dirette alla cattura degli ebrei; solo sporadicamente parteciparono a scontri bellici, che riguardarono quei reparti che si trovarono a dover affrontare le unità alleate in offensiva o che rimasero nelle città del nord dopo l'evacuazione delle truppe regolari formando gruppi di resistenza e franchi tiratori.
Le Brigate Nere e la GNR si distinsero per la mancanza di disciplina e per l'estrema durezza impiegata nella repressione, al punto che in più occasioni gli stessi comandi tedeschi e talvolta i questori italiani protestarono per le violenze gratuite, le esecuzioni sommarie e la loro spettacolarizzazione attraverso l'esposizione di cadaveri nelle strade. Ad esempio, sul finire del 1944 il generale Fridolin von Senger und Etterlin, preoccupato per la tenuta dell'ordine pubblico, contestò alle autorità fasciste di Bologna i metodi della brigata di Franz Pagliani, per poi determinarne l'espulsione dalla città all'inizio del 1945.
L'operazione militare più importante cui presero parte le brigate fu l'azione, portata a termine con successo di concerto con reparti della GNR e tedeschi, per la riconquista della Val d'Ossola e la distruzione dell'omonima repubblica partigiana. Mancò quasi sempre il contatto col nemico angloamericano, poiché l'impiego delle brigate fu costantemente ridotto alle retrovie del fronte, dove si svolsero i pochissimi episodi che le videro coinvolte al di fuori della guerra civile.
La necessità per la RSI di mantenere l'ordine e riaffermare la sovranità sul territorio era imperativa anche per poter gestire le relazioni coi tedeschi, in maniera da cercare di riacquisire posizioni e contemporaneamente impedire che le autorità germaniche – con la scusa di dover assicurare le retrovie alle loro armate – scavalcassero le autorità fasciste. Nonostante tutti gli sforzi, questo obiettivo fu mancato, e il deflagrare sempre più duro della guerra civile, unito all'incapacità dei fascisti di mantenere autonomamente l'ordine pubblico e contrastare i partigiani, consentì ai tedeschi di erodere anche il poco potere che formalmente la RSI era riuscita a farsi lasciare.
In questa guerra «a tre» i tedeschi mantennero un atteggiamento ambiguo, non esitando a sacrificare i fascisti nel nome del quieto vivere coi partigiani. In diversi casi i tedeschi offrirono ai comandi partigiani coi quali erano venuti in contatto "carta bianca" nelle azioni contro i fascisti, purché fossero risparmiati i reparti germanici. Nonostante molti dei comandanti partigiani abbiano rifiutato accordi simili, il clima di «odio contro i fascisti rispetto a quello contro i tedeschi» sembra prevalere nell'ambito delle motivazioni che spingevano i partigiani alla lotta. Questo genere di motivazioni erano prevalenti fra i partigiani di area azionista, mentre alcuni commissari comunisti vedevano comunque con preoccupazione la possibilità di un «offuscarsi del carattere nazionale della lotta». In altri casi si giunse a volte ad accordi locali, specialmente con elementi partigiani non azionisti o comunisti, per esempio le Fiamme Verdi, con scopi tattici oppure per raggiungere un modus vivendi di tipo patriottico o addirittura con temporanee alleanze «per la lotta alle bande estremiste e ai delinquenti comuni» presenti in ampie zone del Paese.
Questi contatti ottenevano il risultato di provocare aspri contrasti dentro l'uno e l'altro schieramento: le formazioni partigiane si accusavano tra loro di intelligenza col nemico, e di sfruttare temporanee tregue coi nazifascisti a danno di reparti partigiani di diverso allineamento ideologico oppure di volersi conservare lasciando il grosso delle perdite ad altri, in attesa del momento buono per una resa dei conti. In particolare sono azionisti e comunisti che nelle loro denunce mostrano il timore di trame strette alle loro spalle fra partigiani "di centro e di destra" con i nazifascisti. Inoltre, i comunisti credevano che i partigiani autonomi, a causa dell'anticomunismo dei loro comandanti, potessero diventare gli equivalenti italiani dei cetnici, partigiani jugoslavi monarchici in duro contrasto con i partigiani comunisti di Tito. In non pochi casi fra reparti partigiani si consumarono scontri e vendette (uno dei più eclatanti dei quali fu quello della Malga Porzûs).
Il problema della guerra civile fra italiani fu molto sentito da entrambe le fazioni in lotta: molti furono coloro i quali ebbero forti obiezioni di coscienza verso questo tipo di guerra, ma molti furono anche gli intransigenti. Inoltre, sebbene i comandi militari angloamericani non volessero affatto una crescita oltremisura del movimento partigiano ed un suo impegno militare al di là delle esigenze alleate (sostanzialmente: spionaggio e raccolta di informazioni; sabotaggio; messa in salvo di agenti, piloti abbattuti e fuggiaschi alleati), le radio di propaganda alleata (Radio Algeri, Radio Londra, Radio Milano Libertà, Radio Bari) incitavano apertamente all'omicidio nei confronti degli esponenti del fascismo repubblicano, lanciando avvertimenti intimidatori e diffondendo notizie circa domicilio, abitudini, frequentazioni ed eventuali coperture di questi, affinché si sentissero perennemente braccati.

### Attentati, rappresaglie, controrappresaglie
Il più scottante dei problemi legati alla guerra civile in Italia è quello delle rappresaglie, delle loro cause e delle loro conseguenze. Fin dai primissimi episodi della guerra, le contrapposte fazioni definirono le rappresaglie attraverso schemi che – sopravvissuti al conflitto – hanno costituito la base della cosiddetta "vulgata resistenziale" e della tesi reducistica neofascista.
Per la fazione resistenziale, le rappresaglie erano stragi che testimoniavano ad un tempo la rabbiosa impotenza degli occupanti nazisti e dei loro alleati fascisti e la loro costituzionale bestialità nei confronti di una popolazione che li odiava.
Per la fazione neofascista, le rappresaglie erano scientificamente cercate dai partigiani del PCI, attraverso azioni ed attentati volti coscientemente a colpire gli elementi più moderati del Fascismo repubblicano e contemporaneamente a scatenare quelli più intransigenti e i tedeschi. Quest'ultima accusa è anche il principale sostegno della versione neofascista della tesi della "guerra civile".
La storiografia scientifica moderna ha accolto e sintetizzato entrambe le tesi enucleando da un lato le motivazioni psicologiche delle azioni di rappresaglia – legate al nichilismo del Fascismo repubblicano, al "bisogno di vendetta" generalizzato, alla scarsa considerazione che godevano gli italiani di fronte ai tedeschi dopo l'8 settembre – ma anche riconoscendo la strategia perseguita dalle forze della Resistenza – soprattutto dai comunisti – volta all'innalzamento del livello di scontro, all'aperto coinvolgimento delle masse popolari, ad ottenere lo scollamento fra popolazione, fascisti e tedeschi. Non mancano peraltro sostenitori di quest'ultima tesi anche nella letteratura resistenziale.
La posizione, circa il problema delle rappresaglie, del Comando militare per l'Alta Italia del CLN si trova esposta in un documento del febbraio 1944, dove era prescritto che «evitare o limitare i motivi di rappresaglia» andasse fatto «tutte le volte che fosse possibile», aggiungendo tuttavia che «la preoccupazione della rappresaglia non deve costituire un impedimento insuperabile all'azione e tanto meno rappresentare una mascheratura della non capacità e volontà di agire».
Alcuni hanno evidenziato come per aumentare il clima di tensione e lo scollamento fra popolazione e fascismo repubblicano o per frustrare quei tentativi delle Propaganda Staffeln tedesche di fraternizzare con i civili italiani per disporli alla collaborazione, i comandi partigiani cercarono coscientemente di scatenare le rappresaglie nazifasciste. In questo quadro andrebbero inquadrati gli attentati di via Rasella a Roma e di piazzale Loreto a Milano, ma anche i giri di vite nei confronti di quei comandanti partigiani troppo rispettosi delle convenzioni di guerra.
D'altro canto, gli stessi partigiani fecero uso della rappresaglia – anche se sotto forme differenti, per esempio nell'uccisione dei congiunti di aderenti alla RSI – e soprattutto della controrappresaglia, minacciando esplicitamente fucilazioni in varie proporzioni di prigionieri tedeschi o fascisti per ogni partigiano o patriota ucciso dalle forze dell'Asse.

### Gruppi speciali fascisti

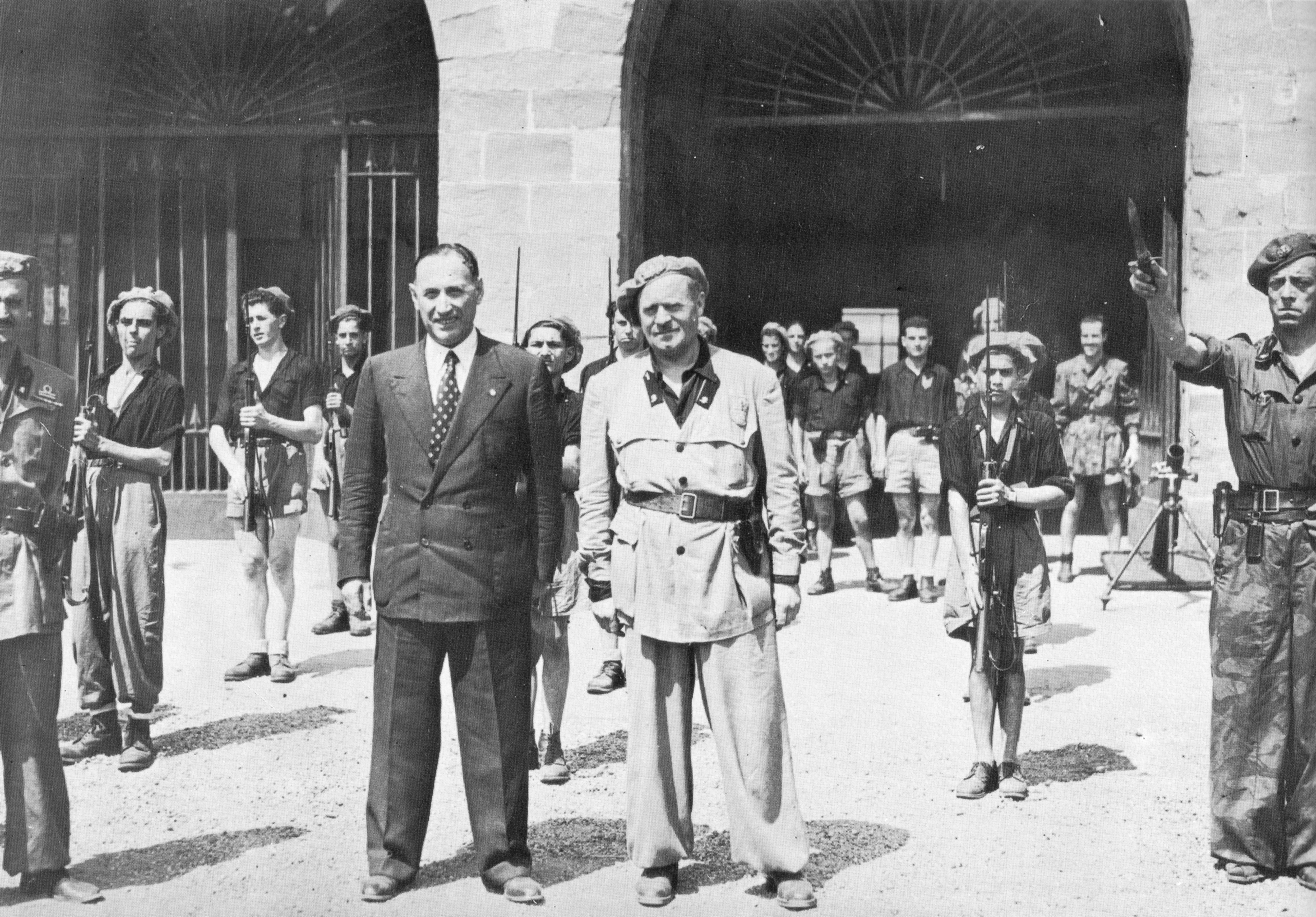
Milano, Piero Parini e Francesco Colombo presso l'Arena Civica con gli arditi della Compagnia Giovanile "Alfiero Feltrinelli"

Oltre alle unità regolari dell'Esercito della RSI ed alle Brigate Nere, operarono vari reparti speciali fascisti, spesso inizialmente costituitisi spontaneamente e poi inquadrati nelle forze armate di Salò. Queste formazioni, costituite in buona parte da delinquenti comuni, adottarono spesso metodi brutali durante operazioni di controinsurrezione, repressione, rappresaglia e controspionaggio.
Tra le prime a formarsi, vi fu la banda dei federali Bardi e Pollastrini a Roma, i cui metodi grossolani e volgari scandalizzarono persino i tedeschi. Successivamente, sempre a Roma fu molto attiva la Banda Koch che contribuì a smantellare la struttura del Partito d'Azione nella capitale. La cosiddetta Banda Koch, guidata da Pietro Koch, personalità discussa inizialmente collegata con Bardi e Pollastrini, in seguito sotto la protezione del generale Kurt Mälzer, comandante militare della piazza, si distinse per i metodi violenti basati anche sulla tortura contro partigiani e antifascisti. Dopo la caduta di Roma Koch si trasferì a Milano e divenne l'uomo di fiducia del ministro dell'interno Guido Buffarini Guidi, continuando la sua azione di repressione e partecipando alle lotte intestine tra i vari poteri e le varie polizie della Repubblica. In Toscana e nel Veneto fu attiva la Banda Carità, costituita come Reparto Servizi Speciali all'interno della 92ª Legione Camicie Nere, che si rese protagonista di gesti come l'eccidio di piazza Tasso.
A Milano operò invece la Squadra d'azione Ettore Muti (poi Legione Autonoma Mobile Ettore Muti) agli ordini dell'ex caporale dell'esercito Francesco Colombo, già espulso dal PNF durante il ventennio per malversazioni. Ritenendolo pericoloso per l'ordine pubblico, nel novembre 1943 il federale Aldo Resega avrebbe voluto destituirlo, ma venne ucciso da un attacco dei GAP; Colombo rimase al suo posto, nonostante varie denunce e inchieste. Furono gli squadristi della Muti insieme a militi della GNR a compiere il 10 agosto 1944 la strage di Piazzale Loreto, di cui furono vittime quindici detenuti antifascisti, come rappresaglia per un assalto contro un camion tedesco. In seguito al massacro, lo stesso podestà e capo della provincia di Milano, Piero Parini, rassegnò le dimissioni nel tentativo di rinsaldare la coesione delle forze moderate, minata dalla durezza della repressione tedesca e delle varie milizie della Repubblica Sociale.
Anche la catena di comando dell'Esercito Nazionale Repubblicano in primo luogo nella persona del maresciallo Graziani e in subordine dei suoi vice Mischi e Montagna contribuì alla repressione antipartigiana coordinando le azioni delle truppe regolari, della GNR, delle Brigate Nere e delle varie polizie semiufficiali di concerto con i tedeschi, cui vennero spesso fornite anche informazioni su persone e gruppi di resistenti poi utilizzate per rappresaglie; inoltre, di certo, contribuì a rendere tale Esercito uno strumento realmente operativo, grazie al famoso e draconiano Bando Graziani. Va detto comunque che Graziani almeno nominalmente fece sì che le forze armate della RSI fossero unitarie e apolitiche, dipendenti quindi non dal Partito Fascista Repubblicano ma dal comando supremo delle forze armate.

### L'insurrezione
Nei primi mesi del 1945, comprendendo che la guerra era perduta, il comandante delle SS e delle forze di polizia tedesche in Italia (Höhere SS und Polizeiführer, HSSPF), il generale delle SS Karl Wolff, prese contatto con gli agenti segreti alleati in Svizzera. Nel tentativo di accattivarsi le simpatie alleate, ordinò diverse scarcerazioni di esponenti partigiani catturati (primo fra tutti Ferruccio Parri) e quindi il 12 marzo 1945 impose alle truppe alle sue dipendenze la cessazione delle operazioni antipartigiane, eccetto l'autodifesa e il minimo indispensabile per salvare la «necessaria apparenza». Questo ordine fu reiterato il 26 aprile, il giorno seguente l'insurrezione. L'esercito clandestino, quindi, poté operare con tutta la sua forza contro i reparti fascisti repubblicani che, privi di ordini e disorientati, si trovarono praticamente abbandonati dai tedeschi.
Il 9 aprile 1945 gli Alleati scatenarono l'offensiva finale sulla Linea Verde. il 10 il PCI inviava una circolare ai comandi partigiani comunisti di tenersi pronti all'insurrezione in ogni caso. Il 19 l'intero CLNAI si accordava sull'insurrezione, proprio lo stesso giorno in cui le avanguardie alleate entravano a Bologna.
Nel frattempo, Mussolini aveva abbandonato Gargnano e si era recato a Milano, dove sperava di poter prendere contatti sia con gli antifascisti del CLNAI, sia con eventuali agenti stranieri. Tramite di queste trattative era la curia del cardinal Ildefonso Schuster. Gli ultimi giorni della RSI si fanno convulsi, accavallandosi ordini contraddittori fra loro, mentre alcuni elementi – principalmente nella Guardia di Finanza del generale Diamanti – già erano segretamente passati col nemico. L'invasione alleata della Valle del Po dopo il 20 aprile si era fatta inarrestabile, e il 25, durante l'incontro con gli esponenti del CLNAI all'Arcivescovado, Mussolini dovette prendere atto che le promesse di Karl Wolff di resistenza ad oltranza erano false: i tedeschi non combattevano quasi più, ma si ritiravano, abbandonando frequentemente le forze fasciste come retroguardia, senza preavviso e prive di ordini.
Negli ultimi giorni della RSI furono le Brigate Nere ad offrire una certa opposizione contro l'invasione alleata e l'insurrezione partigiana; circa 5 000 brigadisti neri costituirono il nerbo della cosiddetta "Colonna Pavolini", che, nell'intenzione del gerarca, avrebbe dovuto raggiungere la Valtellina per l'ultima resistenza. A Torino, in particolar modo, i franchi tiratori della Brigata Nera Ather Capelli si opposero alle forze partigiane fino alla fine di aprile 1945. In Romagna alcune Brigate Nere – durante la ritirata – impedirono ai tedeschi di operare distruzioni e rappresaglie. Infine, presso i pozzi di petrolio di Montechino, reparti delle BBNN combatterono assieme a quelli dell'ENR e della GNR per contenere l'avanzata delle forze americane.
Alla Repubblica Sociale non restavano che pochi giorni, e Mussolini si agitava fra diverse opzioni. Contemporaneamente tentava di dare l'avvio alla socializzazione, per lasciare all'Italia un'eredità socialista (le "uova di drago"), anche come ultima vendetta contro le "plutocrazie". Sul piano militare, mentre Diamanti e Borghese proponevano di attendere arma al piede l'inevitabile resa, Pavolini e Costa continuarono a propugnare l'idea di un'estrema resistenza in Valtellina, mentre Graziani rimaneva ancora convinto che le truppe tedesche combattessero lealmente al fianco di quelle della RSI e rifiutava ogni ipotesi di accordo che avrebbe consentito per la seconda volta ai tedeschi di accusare l'Italia di tradimento.
Dopo un inutile tentativo nel pomeriggio del 25 aprile di trattare con gli esponenti del CLNAI con la mediazione del cardinale Schuster e disorientato dalla scoperta delle trattative segrete di Wolff con gli angloamericani, Mussolini alle ore 20 dello stesso giorno decise di abbandonare Milano in direzione del lago di Como, per motivi ancora non chiari. Con la partenza del Duce, seguito da una lunga colonna di fascisti in armi e di gerarchi, le forze della Repubblica sociale a Milano si disgregarono.
Nel frattempo, mentre si moltiplicano gli scontri a fuoco fra insorti e forze della RSI e tedesche, lo stesso 25 aprile Sandro Pertini proclamava alla radio lo sciopero generale insurrezionale della città di Milano.

### La delinquenza comune
Il crollo dell'autorità centrale, la successiva faticosa ripresa del governo regio al sud e di quello fascista repubblicano al nord provocarono un vuoto di potere, del quale approfittarono individui e bande dediti al brigantaggio ed alla delinquenza. In tutto il Paese si assistette ad una recrudescenza dei fenomeni criminali, spesso favoriti anche dal torbido clima politico del periodo, con aderenze di volta in volta a questa o a quella fazione politica o potenza belligerante.
(Il Corriere di Roma, 20 settembre 1944)
L'impatto sulle popolazioni fu molto duro e in molte zone della RSI le autorità non riuscirono a far fronte al dilagare del banditismo, anche per la crisi nel controllo del territorio provocata dall'internamento di numerosi carabinieri (a causa della loro fedeltà monarchica) e dall'incompleta od inadeguata sostituzione coi militi della Guardia Nazionale Repubblicana. Addirittura in alcune zone la latitanza di ogni potere statuale e la presenza di episodi di banditismo e delinquenza spinse le popolazioni locali ad organizzare proprie ronde armate a difesa delle proprietà.
In alcuni casi a commettere gesti di brigantaggio erano gli stessi elementi fascisti o partigiani (anche a viso aperto); vi furono episodi in cui uomini travestiti con uniformi finte compivano ruberie, sia per avvalersi della soggezione che la vista di una divisa provocava nel popolo, sia per creare un vero e proprio "danno d'immagine" al nemico, facendo cadere su di esso la colpa di furti, delinquenze e rapine. Inoltre per sua stessa natura la guerriglia partigiana aveva necessità di "autofinanziamento" e di conseguenza «le rapine alle banche, alle casse delle aziende e ai danni di ricchi proprietari e imprenditori […] divennero pressoché una necessità alla quale tutte o quasi le formazioni finirono per far ricorso abbandonandosi (soprattutto quelle garibaldine) assai spesso a soprusi, imposizioni, grassazioni e violenze indiscriminate…».
Per i partigiani si pose quindi ben presto il problema di distinguersi dai banditi comuni, poiché l'incertezza della «linea di demarcazione» tra partigianato e banditismo nuoceva fortemente all'immagine della Resistenza presso la popolazione. Su questo problema, Nuto Revelli scrisse:
Oltre a collaborare con i Carabinieri al servizio della RSI, i comandi partigiani adottarono misure rigorose per reprimere la delinquenza. In primo luogo, furono emarginate le formazioni che non riconoscevano l'autorità del CLN e del CVL, alle quali fu negata ogni legittimità. Fu inoltre previsto che chi avesse usato i buoni di prelevamento del CLN usurpandone il nome sarebbe stato giudicato da un tribunale popolare, mentre chi lo avesse fatto senza nemmeno servirsi del nome sarebbe stato fucilato. La severità di tali provvedimenti, testimoniata dalle numerose condanne alla pena di morte inflitte ai partigiani che si resero colpevoli di rapine e furti, era richiesta – come evidenzia Claudio Pavone – dalla «necessità di autolegittimazione senza ombre del movimento resistenziale».
Situazione speculare quella venutasi a creare con i soprusi e le rapine commesse da tedeschi e fascisti, che spesso risultavano incontrollabili nonostante ogni sforzo e stigmatizzazione da parte del potere centrale. Schegge impazzite di entrambe le compagini si comportavano in maniera banditesca. Fra i tedeschi, inoltre, si segnalavano per particolare efferatezza quei reparti formati da elementi "ost" (tartari, russi bianchi e, in misura minore, cosacchi eccetera), che spesso si abbandonavano a violenze e stupri, e non di rado dovevano essere tenuti a bada con vero e proprio controterrorismo da parte delle autorità militari della RSI. Viceversa, gli stessi tedeschi non esitavano a passare per le armi quegli elementi italiani (guide, spie, delatori, informatori o collaborazionisti di vario genere, ma anche regolari) che approfittavano dei rastrellamenti per compiere grassazioni e rapine.
Risulta difficile studiare il problema della criminalità comune nell'ambito della guerra civile, poiché le fonti primarie di parte fascista o tedesca (notiziari e relazioni delle questure, dei comandi GNR e del Ministero degli interni) e i resoconti (diari di guerra, memoriali) sono viziate da un punto di vista politico, che tende a confondere indiscriminatamente partigiani, briganti, militi fascisti e grassatori. Inoltre la stessa natura della guerra intestina creava aderenze, scambi di ruolo, intelligenze fra fazioni, tali da rendere a volte impossibile discernere fra combattenti politici e semplici delinquenti o addirittura fra combattenti dell'una o dell'altra parte. Ne è esempio il caso del cosiddetto "Battaglione Davide", una formazione partigiana dedita al banditismo comune nella zona di Canelli, duramente contrastata dai rastrellamenti fascisti, che improvvisamente si mise a disposizione delle autorità, addirittura proponendosi come "battaglione bersaglieri". Dopo violenti screzi sia coi fascisti della Guardia Nazionale ("Davide" – al secolo Giovanni Ferrero – si definiva pubblicamente "antifascista" e "filotedesco" e i suoi uomini gridavano provocatoriamente «morte al Duce») che con altre bande partigiane dei dintorni, venne d'arbitrio prelevata in blocco dai nazisti per essere impiegata nelle SS e come guardia nella Risiera di San Sabba a Trieste. A Torino la GNR catturò una banda di delinquenti minorili che rapinava tabaccherie ed altri esercizi commerciali rilasciando dei "pagherò" con un falso timbro "Brigata Garibaldi". A Roma – durante l'occupazione tedesca – un gruppo di truffatori diffondeva false notizie circa "liste di proscrizione" tedesche e fasciste, estorcendo alle terrorizzate vittime denaro o beni coi quali, assicuravano, sarebbero riusciti a corrompere dei fidati funzionari per ottenere la cancellazione dei nomi dalle liste.
Nel territorio del Regno proprio in questo periodo si assisté alla nascita del fenomeno del Bandito Giuliano, sul cui ruolo criminale o politico, le aderenze con l'occupante americano o addirittura con frange dei servizi segreti fascisti-repubblicani il dibattito storiografico è tuttora aperto. Sempre nel Regno con l'occupazione alleata e la drammatica situazione sociale ed economica favoriva la rinascita o la recrudescenza del fenomeno camorristico – in special modo a Napoli ed a Bari, dove la presenza di basi logistiche alleate era terreno fertile per i traffici del mercato nero e per la prostituzione, anche infantile. Anche al Sud dunque ci fu una recrudescenza del banditismo (anche a carattere sociale e spinto dai motivi tradizionali della fame, della disperazione e del crollo di ogni riferimento statuale), della delinquenza comune e organizzata, della corruzione, corresponsabile la scarsa autorità esercitata dal Regio Governo.

### Arrivo dei partigiani nelle grandi città e ultimi scontri
A partire dalla mattina del 26 aprile tutta la Valle del Po si trovò in insurrezione. I tedeschi oramai erano in ritirata sotto i bombardamenti dell'aeronautica alleata e le avanguardie americane oltre il Po a Guastalla e Borgoforte combattevano contro i reparti della divisione "Etna", contro il battaglione "Debiça" delle SS Italiane e contro il gruppo corazzato "Leonessa". Per le truppe della Repubblica Sociale restava ancora valido il piano Nebbia Artificiale, che nelle intenzioni di Kesselring e Vietinghoff avrebbe dovuto condurre ad una ritirata strategica dietro la linea Po-Ticino per una resistenza ad oltranza. In realtà già dal 20 i comandi germanici intendevano retrocedere fino all'Adige.
Le forze della RSI erano a questo punto abbandonate: le divisioni tedesche dell'Armata Liguria sul fronte alpino (DXXV Armeekorps, generale Schlemmer) si stavano ritirando dal 23 verso la linea Po-Ticino, senza aver avvisato i reparti italiani delle divisioni "Littorio" e "Monterosa", che restarono da sole ad affrontare l'offensiva francese e gli attacchi partigiani. Le divisioni e i reparti schierati sul fronte meridionale (Savonese, Langhe e Garfagnana) invece restarono compatte, ed iniziano a ripiegare verso Ivrea, in lunghe colonne, soprattutto dopo lo sfondamento della Linea Verde a Massa, tenuta dalla malferma 148ª Divisione di fanteria tedesca.

Milano, aprile 1945. Soldati della Xª Flottiglia MAS catturati e fatti prigionieri dal IV battaglione della Guardia di Finanza del colonnello Malgeri.

A Genova il comandante della piazza, generale Meinhold, cercò di trattare, senza successo, con i partigiani della brigata garibaldina Pinan-Cichero appostati sulle montagne sovrastanti la città, mentre il capitano di vascello Bernighaus organizzava la distruzione del porto. Dopo violenti scontri nel centro tra le squadre GAP e i garibaldini della brigata Balilla e i reparti tedeschi e fascisti, il generale Meinhold firmò la resa del presidio alle ore 19.30 del 25 aprile. Il capitano di vascello Berlinghaus ed il capitano Mario Arillo della Xª MAS continuarono tuttavia la resistenza, decisi a eseguire le distruzioni previste; dopo nuovi scontri con i partigiani della Cichero e della Mingo scesi in città la sera del 26 aprile, anche gli ultimi reparti nazifascisti si arresero. I partigiani avevano salvato il porto dalla distruzione e catturato 6 000 prigionieri che furono consegnati agli alleati giunti il 27 aprile a Nervi.
A Torino, mentre alcune colonne nazifasciste si avviavano verso Ivrea per attendere gli alleati e arrendersi, i reparti della RSI radunarono alcuni reparti e ingaggiarono aspri scontri coi partigiani che raggiunsero la città dalle montagne il 28 aprile. Le colonne militari tedesche riuscirono a ripiegare attraverso l'abitato. Quindi, mentre alcuni reparti della RSI abbandonavano il capoluogo piemontese per avviarsi nella Valtellina, il grosso dei fascisti torinesi rimasti in armi decideva di continuare a combattere. Le brigate Garibaldi di "Nanni", gli autonomi di "Mauri", i reparti "Giustizia e Libertà", liberarono gran parte della città dopo violenti combattimenti e salvaguardarono i ponti in attesa dell'arrivo degli alleati che giunsero a Torino il 1º maggio.
La sera del 25 aprile, Milano era ancora relativamente tranquilla: alcuni reparti fascisti decisi a combattere avevano abbandonato la città, mentre alcuni tedeschi restavano in armi nei loro quartieri, senza combattere secondo gli ordini di Wolff. La Brigata Nera "Aldo Resega" abbandonò le sue posizioni dentro la città, la Guardia Nazionale Repubblicana si sciolse spontaneamente, mentre la Xª MAS, invece di ripiegare in Valtellina, rimase accasermata e si arrese senza combattere. La Guardia di Finanza invece si unì agli insorti e, comandata da Alfredo Malgeri, occupò facilmente, nella notte tra il 25 e il 26, i principali punti nevralgici della città. Il 27 aprile, alle ore 17.30, arrivarono in città con poche difficoltà i partigiani garibaldini delle brigate di Cino Moscatelli, mentre altri reparti occuparono Busto Arsizio e le strade per la Valtellina su cui in teoria avrebbero dovuto ripiegare gli ultimi reparti della RSI.

### La morte di Mussolini
La sera del 25 aprile Mussolini lasciò Milano seguito da una colonna di fascisti determinati a raggiungere la Valtellina. Dopo una tappa a Como e diversi, confusi spostamenti lungo la costa occidentale del lago, la colonna fascista alla quale si era unito un reparto di contraerea tedesco fu fermata dai partigiani. Mussolini venne arrestato e condotto – insieme alla sua amante Claretta Petacci – a Bonzanigo, frazione di Mezzegra, dove passò la notte fra il 27 e il 28. Il 28 aprile Mussolini e la Petacci furono uccisi dai partigiani a Giulino di Mezzegra, mentre contemporaneamente sedici fra gerarchi e membri della colonna fascista venivano fucilati sul lungolago di Dongo. Sulle modalità dell'uccisione di Mussolini, su chi la ordinò e su chi materialmente la eseguì, ci sono ipotesi e interpretazioni controverse. In seguito, i diciotto cadaveri furono trasportati a Milano dove il 29, esposti a Piazzale Loreto (luogo di una precedente sanguinosa rappresaglia fascista), furono oltraggiati dalla folla.
In quei giorni, i prigionieri di guerra della RSI, tra cui soldati, sostenitori e collaboratori a vari livelli, vennero internati, alcuni sino al dicembre del 1947, in vari campi di concentramento, siti a Pisa (Coltano), Rimini, Viareggio e altre località.

## Violenze postbelliche
Alcuni storici che si sono occupati del fenomeno della guerra civile in Italia hanno preso in considerazione anche i fenomeni di violenze postbelliche, collocando il termine della guerra civile oltre la fine ufficiale della Seconda guerra mondiale in Europa. Pertanto, per costoro, non è facile identificare una vera e propria data finale del fenomeno, che tende a sfumare con il diradarsi delle violenze. Alcuni hanno proposto come data finale della guerra civile l'amnistia Togliatti del 22 giugno 1946.

Immediatamente dopo che le forze della Resistenza partigiana riuscirono ad assumere il potere nelle città del nord, vennero istituite le "corti d'assise straordinarie", che, ripristinando l'ordine giuridico pur nel convulso scenario bellico e post-bellico, si occuparono di giudicare i criminali di guerra riconducibili al fascismo repubblicano. Nei due mesi successivi all'insurrezione un notevole numero di persone fu sottoposto a processi popolari e giustiziato, a volte anche senza processo, per aver militato nella RSI, aver manifestato simpatie fasciste o aver collaborato con le autorità tedesche. 
Gli atti di giustizia sommaria nei confronti di fascisti e collaborazionisti, compiuti nei giorni immediatamente successivi al termine della guerra, furono localmente tollerati anche dai comandi alleati:
(Colonnello inglese John Melior Stevens al CLN piemontese)

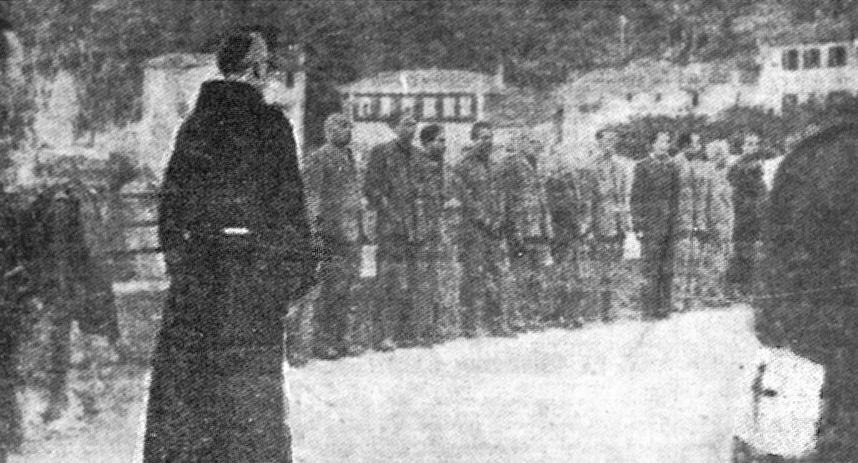
I gerarchi fascisti, catturati dai partigiani, prima delle loro esecuzione avvenuta il 28 aprile 1945 sul lungolago di Dongo.

Le esecuzioni degli esponenti della Repubblica di Salò avvennero in fretta e con procedimenti sommari anche perché – constatato il mancato rinnovamento dei quadri del vecchio regime nell'Italia regia – i capi partigiani temevano che il passaggio definitivo dei poteri agli angloamericani ed il ritorno alla "legalità borghese" avrebbero impedito un'epurazione radicale. Questa volontà di accelerare i tempi trova testimonianza in una lettera in cui l'azionista Giorgio Agosti scrive al compagno di partito Dante Livio Bianco, comandante delle formazioni Giustizia e Libertà, che «occorre... prima dell'arrivo alleato, una San Bartolomeo di repubblichini che gli tolga la voglia di ricominciare per un bel numero di anni».
Le ragioni di questi comportamenti trovano la loro radice non solo nel timore che dopo la fine della fase insurrezionale i criminali fascisti non venissero puniti in modo adeguato o che addirittura rimanessero impuniti, ma, in certi casi, anche nel desiderio di vendetta dopo tanti lutti e sofferenze, oltreché nell’odio sociale e ideologico.
In alcuni casi le condanne a morte per collaborazionismo colpirono anche persone innocenti accusate senza prove, come nei casi degli attori Elio Marcuzzo (di fede antifascista) e l'attrice Luisa Ferida. Nel clima di violenza insurrezionale si verificarono anche omicidi legati a fatti privati. Tra le vittime figurano infatti non solo personalità legate al PFR, appartenenti ai reparti armati della RSI (Brigate Nere, GNR, SS italiane,… ), delatori e collaborazionisti, ma anche funzionari e dipendenti pubblici, sacerdoti, appartenenti alla borghesia contrari al comunismo, semplici cittadini e addirittura aderenti alle organizzazioni partigiane (ad esempio Giorgio Morelli), vittime sia di radicali propugnatori della lotta di classe, ma anche di sconsiderati approfittatori e comuni criminali, che sfruttarono il momento di confusione per perseguire i propri scopi. Il 24 giugno 1945 Ferruccio Parri stigmatizzò duramente questi episodi nel corso del primo radiomessaggio agli italiani tenuto dopo la sua nomina a capo del governo:
(Ferruccio Parri, radiomessaggio agli italiani, 24 giugno 1945)
Sulle dimensioni effettive delle violenze postbelliche si è sollevata un'aspra polemica in Italia fin dal dopoguerra. I due estremi parlano di 1 732 morti, secondo le stime ufficiali del ministro dell'interno Mario Scelba, e di trecentomila morti, secondo una falsa notizia diffusa nel dopoguerra dal giornalista e esponente qualunquista Guglielmo Giannini. Le stime storiografiche più attendibili si attestano su un ordine di grandezza di circa dieci o dodicimila vittime. Più in specifico:
- Da un documento del Ministero dell'interno, non firmato, datato 4 novembre 1946 e che all'epoca non fu reso pubblico, risulta che in Italia (esclusa la Venezia Giulia)[181] «il numero delle persone uccise, perché politicamente compromesse, è di n. 8 197 mentre 1 167 sono state, per lo stesso motivo, prelevate e presumibilmente soppresse».[182][183] Secondo Nazario Sauro Onofri, l'iniziativa di redigere tale statistica venne dall'allora ministro dell'interno Alcide De Gasperi, il quale però non rese noti i risultati dell'inchiesta e non ne informò neppure gli altri membri del governo; non si conoscono i metodi attraverso cui il Ministero ottenne tali numeri totali.[184] Secondo Onofri «sino a quando non si conosceranno altri documenti» la cifra di 8 197 rappresenta «il numero dei fascisti morti dopo la Liberazione o, almeno, quello più vicino alla verità» e ad essa «va aggiunta quella delle 1 167 persone che furono uccise nello stesso periodo per motivi diversi da quelli politici, anche se non furono esclusi del tutto»[185].
- Guido Crainz, in base ad un'analisi delle varie fonti, tra cui i rapporti della polizia del 1946, indica come realistica la cifra di 9 364 uccisi o scomparsi "per cause politiche",[186] aggiungendo poi – tuttavia – un lungo elenco di violenze ed uccisioni a carattere di vera e propria jacquerie, secondo l'autore solo debolmente collegate ai fatti della guerra civile, ma piuttosto legate ad una lunga tradizione di scontri sociali e di «durezza estrema, settaria», risalenti addirittura al secolo precedente[187] o al ritorno ad una ferocia ancestrale;[188]
- Scrive lo studioso tedesco Hans Woller: «Tutto sommato [...] si può ragionevolmente affermare che negli anni tra il 1943 e il 1946 persero la vita, per cause riconducibili alla resa dei conti con il fascismo, dalle 10 000 alle 12 000 persone (dalle 5 000 alle 8 000 solo nel 1945)», aggiungendo subito dopo (con riferimento al documento del Ministero dell'Interno pubblicato da Nazario Sauro Onofri sopra citato) che a «conclusioni non molto diverse, del resto, giunse anche il ministero degli Interni già nel 1946»[189]. Continua Woller:

- Il 24 giugno 1952, durante una discussione parlamentare relativa alla legge n. 645/52 (la quale, molti anni dopo, fu modificata dall'attuale Legge Mancino), l'onorevole Guglielmo Giannini rivelò di essere stato lui stesso, tramite il proprio giornale, a diffondere quella che egli definì «menzogna bene architettata» secondo cui i morti fascisti sarebbero stati 300 000:[191]

(Guglielmo Giannini)

## Il dibattito storiografico
Nel biennio 1943-1945 la natura di guerra civile del conflitto combattuto tra fascisti e antifascisti era riconosciuta in entrambi gli schieramenti (in campo antifascista soprattutto tra gli azionisti), ma dal dopoguerra la definizione di "guerra civile" fu gradualmente respinta dalla cultura antifascista, cosicché cadde quasi completamente in disuso. Salvo alcune eccezioni, rimase circoscritta alla pubblicistica neofascista fino agli anni 1980, quando fu riproposta all'attenzione della storiografia accademica da Claudio Pavone in una serie di convegni. Dopo un intenso dibattito, lo stesso Pavone nel 1991 ne determinò una vasta diffusione con la sua opera più celebre: Una guerra civile. Saggio storico sulla moralità nella Resistenza. Tra gli studi successivi, dedicato a questa fase storica è anche l'ultimo volume della biografia di Mussolini scritta da Renzo De Felice, intitolato La guerra civile 1943-1945.
Alcuni degli storici che si sono occupati dell'argomento hanno esteso la loro ricerca alle conseguenze che la guerra civile ebbe nell'immediato dopoguerra.

### La zona grigia
La categoria storiografica che va sotto il nome di "zona grigia" fu introdotta per la prima volta da Renzo De Felice ed è stata, nel tempo, oggetto di vari studi.
Il termine "zona grigia" indica quella parte della popolazione italiana, maggioritaria, che assistette alla guerra civile senza prenderne parte, oscillando su posizioni di opportunismo e mantenendo un rigido atteggiamento attendista. Rifiutando di schierarsi, costoro venivano visti da entrambi gli schieramenti come traditori. Il sentimento prevalente era quello di aspirazione alla pace. Gli attendisti detestavano i fascisti – considerati come causa prima del perdurare della guerra e dei sacrifici che essa comportava – e mal tolleravano i partigiani, a loro volta ritenuti causa delle rappresaglie, rastrellamenti e – in ultima analisi – del coinvolgimento delle popolazioni civili in una guerra che non era sentita come propria. Naturalmente le sfumature di comportamento delle popolazioni della "zona grigia" erano estremamente varie e la memorialistica e la letteratura di parte ha di volta in volta sottolineato la simpatia manifestata per i reparti e le istituzioni della RSI oppure la solidarietà verso la lotta partigiana, concretizzatasi anche nell'occultamento dei prigionieri alleati, dei piloti alleati abbattuti e degli ebrei, nonché nel sostegno dato ai renitenti alla macchia e ai militari del Regio Esercito in clandestinità.
Tuttavia le reazioni delle due fazioni in lotta nei confronti delle manifestazioni di simpatia per l'altra – reciprocamente considerate un "tradimento" – e che andavano da vendette (saccheggi, vandalismo sui beni e gli animali dei civili, cattura di ostaggi, violenze fisiche) a rappresaglie sanguinose, fino all'invocazione dei bombardamenti alleati su quei borghi che avessero accolto festosamente il passaggio di un reparto della RSI o l'abbruciamento di quei paesi che avessero appoggiato le formazioni partigiane, aumentarono il distacco delle popolazioni, tanto che con l'avvicinarsi della primavera 1945 la stanchezza e il rancore delle popolazioni verso i contendenti erano ormai diffuse.
Alcune frange fasciste tendevano ad enfatizzare l'isolamento in cui versavano, per alimentare il mito dei «pochi, ma sani». Un esempio è dato dalla protesta contro il giornale di Roberto Farinacci, che scrisse che al funerale di Igino Ghisellini aveva partecipato l'intera popolazione di Ferrara:
La stanchezza e il disimpegno delle popolazioni civili non furono però un fenomeno registrato solo nelle regioni coinvolte direttamente dalla guerra civile, ma riguardarono l'intero Paese, con il rifiuto del richiamo di leva, con una renitenza diffusa e malamente repressa dagli organi centrali dello Stato regio.
Fra i motivi di questo scollamento di parte della popolazione vi erano la percezione del peso dell'impegno dell'Italia regia nella lotta all'Asse come insignificante (e dunque un'ulteriore inutile sofferenza per le popolazioni costrette a sostenerlo), l'epurazione delle classi dirigenti fasciste, a seconda del punto di vista considerata troppo leggera o viceversa come un'ingiusta persecuzione perpetrata in un Paese dove pressoché tutti avrebbero potuto essere considerati ex fascisti, il diffondersi della miseria e della fame, appena ostacolate dalle elargizioni alleate (considerate come un'elemosina) e del mercato nero (ampiamente tollerato dalle autorità d'occupazione se non addirittura gestito dall'Allied Military Government). È nel 1944 che nasce appunto a Roma il Fronte dell'Uomo Qualunque di Guglielmo Giannini, reazione politica all'autolegittimazione dei partiti del CLN.

### La particolarità del caso italiano
Nonostante anche altri paesi europei come la Norvegia, i Paesi Bassi e la Francia avessero governi collaborazionisti, in nessuno di essi l'estensione del confronto armato tra compatrioti raggiunse l'intensità toccata in Italia.
Lo studioso di relazioni internazionali Luigi Bonanate ha individuato proprio nella guerra civile le cause di quella che definisce l'«eccezione italiana»: